# Список серій телесеріалу «Щасливі разом»
Нижче представлений список серій телесеріалу «Щасливі разом», перша серія якого вийшла у ефір 8 березня 2006 року і називалась «Знакомство с соседями». Показ був припинений 2008 року серією «Назвался мужем — полезай в Светку», розбитою на дві частини. На цей момент було знято 3 сезони серіалу. 31 грудня 2009 року серіал поновили. 1 січня 2013 року показали останню серію в Україні.
| Сезон | Сезон | Кількість епізодів | Дата першого показу | Дата останнього показу                                                |
| ----- | ----- | ------------------ | ------------------- | --------------------------------------------------------------------- |
|       | 1     | 100                | 8 березня 2006      | 6 грудня 2006                                                         |
|       | 2     | 96                 | 4 червня 2007       | 1 листопада 2007                                                      |
|       | 3     | 49                 | 1 квітня 2008       | 13 травня 2008                                                        |
|       | 4     | 49                 | 31 грудня 2009      | 8 квітня 2010                                                         |
|       | 5     | 21                 | 13 вересня 2010     | 7 жовтня 2010 (20 серія), 9 серпня 2012 (21 серія, Україна)           |
|       | 6     | 50                 | 10 липня 2012       | 19 вересня 2012 (49 серія, Україна), 1 січня 2013 (50 серія, Україна) |

## Сезон 1 (2006)
Цей сезон знімався грудні 2005 (25 серій) та січня 2006 (20 серій), а також в травні і червні (55 серій), серпні 2006 (15 серій). Спочатку планувався тільки цей сезон. Навіть після покупки прав на 3 сезони, після зйомок перших 45 серій вся знімальна та акторська група чекали провалу серіалу, але «після хороших рейтингів крім зйомок на літо 2006, ми запланували всі 4!».
| № | Назва російською                         | Назва українською                             | Дата виходу       |
| --- | ---------------------------------------- | --------------------------------------------- | ----------------- |
| 1 | «Знакомство с соседями»                  | «Знайомство з сусідами»                       | 8 березня 2006    |
| Єкатеринбург, Росія. Продавець взуття Гена Букін збирається зі своїм другом і колегою Рафіком на футбол, але його дружина Даша змушує його залишитися вдома. До них приходять знайомитися нові сусіди,молодята Женя і Олена Степанови, які після зустрічі з Букіними сваряться вперше.                  |                                          |                                               |                   |
| 2 | «Энергия голода»                         | «Енергія голоду»                              | 9 березня 2006    |
| Гена не приділяє Даші достатньо уваги. Після розмови з Оленою Даша садить сім'ю на дієту. |                                          |                                               |                   |
| 3 | «Жизнь в кредит»                         | «Життя в кредит»                              | 10 березня 2006   |
| Гена повідомляє Ромі і Світлані про подарунок, який він збирається зробити Даші на річницю весілля, і вони проговорюються їй про це. Даша теж хоче зробити подарунок Гени і влаштувати незабутній вечір, але витрачає всі гроші на його кредитній картці.                                               |                                          |                                               |                   |
| 4 | «Человек с ружьём»                       | «Людина з рушницею»                           | 11 березня 2006   |
| Після того, як Степанових пограбували, Гена купує патрони для своєї мисливської рушниці, а Степанові заводять злого собаку. |                                          |                                               |                   |
| 5 | «Машина мечты»                           | «Машина мрії»                                 | 12 березня 2006   |
| Гена і Женя купують у Світлани її стару машину. |                                          |                                               |                   |
| 6 | «Малина для Гены»                        | «Малина для Гени»                             | 13 березня 2006   |
| Посварившись із Дашею, Гена погрожує не повернутися додому. Гена проводить вечір у Рафіка в компанії двох симпатичних і дурних стюардес. |                                          |                                               |                   |
| 7 | «Кто кого?»                              | «Хто кого?»                                   | 1 квітня 2006     |
| Женя і Олена, наслідуючи приклад Букіних, хочуть зайняти горище під нову кімнату. Гена намагається умовити Женю зробити з неї більярдну, а Даша Олену — спортзал. |                                          |                                               |                   |
| 8 | «Даша Букина меняет профессию»           | «Даша Букіна змінює професію»                 | 2 квітня 2006     |
| Даша хоче пишучий DVD-програвач, чого Гена не може собі дозволити. Послухавши Олену, Даша влаштовується на роботу в магазин годинників. |                                          |                                               |                   |
| 9 | «Счастливы... врозь»                     | «Щасливі... нарізно»                          | 8 квітня 2006     |
| Поки Гена і Даша відпочивають одні в готелі, Женя і Олена доглядають за їхніми буйними дітьми. |                                          |                                               |                   |
| 10 | «Карты, деньги, два осла»                | «Карти, гроші, два осла»                      | 9 квітня 2006     |
| Женя грає з Геною і його друзями в покер і програє Гені всю свою зарплату. Боячись зізнатися в цьому Олені, він просить Гену повернути ці гроші. |                                          |                                               |                   |
| 11 | «Начальник всегда жив»                   | «Начальник завжди живий»                      | 15 квітня 2006    |
| Гена намагається звернути на себе увагу свого начальника. Букіни і Степанови намагаються прогнати зі свого сходового майданчика агресивного безхатька. |                                          |                                               |                   |
| 12 | «Повелитель снов»                        | «Повелитель снів»                             | 16 квітня 2006    |
| Олена сперечається з Геною і виявляється неправа. Вона боїться зізнатися Гені в своїй неправоті і її починають мучити нічні кошмари з Геною в головній ролі. |                                          |                                               |                   |
| 13 | «Гудбай, Америка!»                       | «Гудбай, Америко!»                            | 12 квітня 2006    |
| Гена і Даша поспішають на закриття їхньої улюбленої пельменної, але Олена, Світлана і Рома постійно їх затримують своїми проблемами. |                                          |                                               |                   |
| 14 | «Барон сделал это»                       | «Барон зробив це»                             | 23 квітня 2006    |
| Пес Букіних Барон втікає з дому, після чого у всіх собак сусідів з'являються цуценята. Олена пропонує каструвати Барона, але Гена відмовляється це зробити. |                                          |                                               |                   |
| 15 | «Заварушка в Старой Чушке. Часть 1»      | «Колотнеча в Старій Чушці. Частина 1»         | 7 серпня 2006     |
| Кожні чотири роки в пасіонаті "Компресорник" маніяк убиває подружні пари. Саме в цей нещасливий день Букіни їдуть туди. |                                          |                                               |                   |
| 16 | «Заварушка в Старой Чушке. Часть 2»      | «Колотнеча в Старій Чушці. Частина 2»         | 8 серпня 2006     |
| Букіни намагаються втекти з пансіонату, але серійний вбивця бере в заручниці Дашу. |                                          |                                               |                   |
| 17 | «Счастье в деньгах»                      | «Щастя в грошах»                              | 9 серпня 2006     |
| Гена вкрав мільйон з банку Жені. Той хоче їх повернути. Члени сімейства в захваті від вчинку Гени. Але, як відомо, крадіжка не може бути нею, якщо об'єкт... не чіпали і не забирали. |                                          |                                               |                   |
| 18 | «Почём звонит телефон»                   | «По чім дзвонить телефон»                     | 10 серпня 2006    |
| Втомившись від величезних рахунків за телефон, Гена відбирає у дітей мобільні і їде розбиратися в ГТС щодо дорогого дзвінка до Києва, в якому ніхто не хоче зізнаватися, після чого у них відключають телефон.                                                                                          |                                          |                                               |                   |
| 19 | «Банное безумие»                         | «Банне божевілля»                             | 11 серпня 2006    |
| До Букіних приїжджає ненормальна рідня Даші, яка заважає Гени подивитися його улюблений фільм "Чудовисько" |                                          |                                               |                   |
| 20 | «Девчонки уходят в отрыв. Часть 1»       | «Дівчата йдуть у відрив. Частина 1»           | 14 серпня 2006    |
| Даша і Олена збирають подруг і їдуть в стриптиз-бар. У трусах стриптизеера Д'Артаньяна Олена загубила свою обручку. |                                          |                                               |                   |
| 21 | «Девчонки уходят в отрыв. Часть 2»       | «Дівчата йдуть в відрив. Частина 2»           | 15 серпня 2006    |
| Д'Артаньян приходить до Гени і віддає обручку йому. Гена розповідає Жені про подію, щоб відбити в Олени всю гордість. |                                          |                                               |                   |
| 22 | «Береги права с молоду»                  | «Бережи права замолоду»                       | 16 серпня 2006    |
| Світланана вмовляє Гену навчити її водити машину. Коли їх зупиняє ДАІ, виявляється, що Гена втратив права, а його картку водія Даша давно викинула. Гені доводиться здавати на водійські права разом зі Світланою. В результаті Світлана отримує права, а Гена — ні.                                    |                                          |                                               |                   |
| 23 | «Шаром покати»                           | «Кулею грай»                                  | 17 серпня 2006    |
| Даша і Гена йдуть в боулінг-клуб. Там Даша зустрічає свою колишню однокласницю Мілу Петрухіну. Даша і Міла вирішують зіграти в боулінг сім'ями на бажання. У Букіних на одну людину менше, і вони запрошують у свою команду Женю.                                                                       |                                          |                                               |                   |
| 24 | «Анекдот с бородой»                      | «Анекдот з бородою»                           | 18 серпня 2006    |
| Женя повертається з відпустки з бородою, яка не подобається Олені. Він відмовляється голити бороду і переїжджає до Букіних. Женя допомагає їм по господарству, і Даша починає відчувати себе марною і вирішує допомогти Олені повернути Женю.                                                           |                                          |                                               |                   |
| 25 | «Тату, да не ту»                         | «Тату, та НЕ ту »                             | 21 серпня 2006    |
| Рома, Гена і Даша беруть участь у турнірі з баскетболу. Даша грає дуже погано, і Гена хоче замінити її на Світлану. Тим часом, Світлана починає зустрічатися з хлопцем, який пропонує їй зробити татуювання з його ім'ям.                                                                               |                                          |                                               |                   |
| 26 | «Любовь приходит и уходит»               | «Любов приходить і йде»                       | 22 серпня 2006    |
| Рома призводить до Букіних привабливу дівчину Любу. З її появою в домі Букіних починають відбуватися чудеса — Світлана і Рома перестають сваритися, а у Гени прокидається сексуальний апетит. Незадоволена ситуацією тільки Олена, адже Женя все більше часу проводить з Любою.                         |                                          |                                               |                   |
| 27 | «Уральский цирюльник»                    | «Уральський цирульник»                        | 23 серпня 2006    |
| Генин перукар помер і Гена не може знайти йому гідну заміну. |                                          |                                               |                   |
| 28 | «Любви все Букины покорны»               | «Любові всі Букіни покірні»                   | 24 серпня 2006    |
| Даша чекає, поки Гена скаже їй, що він її любить, але він не здатний це сказати. Ромі приходить його перша валентинка, але він упевнений, що це розіграш. Коли Олена дізнається від Даші, що Женя купив дві путівки в Єгипет, вона не знає, що йому подарувати.                                         |                                          |                                               |                   |
| 29 | «Побег из муравейника»                   | «Втеча з мурашника»                           | 25 серпня 2006    |
| Світлана хоче піти на концерт, Рома показує Гені і Даші її оцінки в щоденнику, і вони її не пускають. Поки у Букіних труять мурах, вони проводять ніч у магазині, в якому працює Гена. |                                          |                                               |                   |
| 30 | «Любовь под напряжением»                 | «Любов під напругою»                          | 28 серпня 2006    |
| Букіни крадуть у Степанових анкету для участі в телешоу «Я люблю тебе більше за життя» і йдуть на зйомку під іменами Степанових, виграючи всі призи. |                                          |                                               |                   |
| 31 | «Вечер драки выпускников. Часть 1»       | «Вечір бійки випускників. Частина 1»          | 29 серпня 2006    |
| Даша вмовляє Гену піти з нею на зустріч випускників, де обидва знаходять старих суперників. Рома і Світлана потайки пробираються переодягненими на зустріч випускників своїх батьків. |                                          |                                               |                   |
| 32 | «Вечер драки выпускников. Часть 1»       | «Вечір бійки випускників. Частина 2»          | 30 серпня 2006    |
| Даша просить Рому і Світлану допомогти їй підробити результати голосування, щоб стати королевою випуску. |                                          |                                               |                   |
| 33 | «Гена по прозвищу зверь»                 | «Гена на прізвисько звір»                     | 31 серпня 2006    |
| Гена і Женя їдуть в лісний дім на риболовлю, але їх сім'ї ув'язуються за ними. Гена, Женя і Рома опиняються в пастці: зовні будиночок оточили дикі звірі, а у Даші, Олени та Світлани одночасно почалася менструація.                                                                                   |                                          |                                               |                   |
| 34 | «Поделись заначкою своей»                | «Поділися заначкою своєю»                     | 1 вересня 2006    |
| Гена і Женя йдуть грати на ігрових автоматах і виграють 30 000 рублів. Гена шукає спосіб заховати свій виграш від Даші, поки він думає, як його витратити, і просить Женю не говорити Олені про свої виграші.                                                                                           |                                          |                                               |                   |
| 35 | «Букинист-рецидивист»                    | «Букініст-рецидивіст»                         | 4 вересня 2006    |
| Гені доводиться повернути в бібліотеку книгу, яку він взяв ще школярем. Він намагається непомітно покласти її, не заплативши штраф, але його злочинний жест потрапляє в вечірні новини. |                                          |                                               |                   |
| 36 | «Мы, футболисты, народ плечистый»        | «Ми, футболісти, народ плечистий»             | 5 вересня 2006    |
| Щоб спокусити футболіста Діму, Світланана влаштовується в шкільну групу підтримки. Гена переживає за те, що Діма поб'є його шкільний рекорд за кількістю голів за один сезон. |                                          |                                               |                   |
| 37 | «Любовь накрылась ездой»                 | «Любов накрилася їздою»                       | 6 вересня 2006    |
| Женя поїхав у відрядження і заборонив Олені їздити на його новій машині. Олена їде на ній на ринок і потрапляє в аварію. Коли Женя бачить, що сталося з його машиною, він стає імпотентом. |                                          |                                               |                   |
| 38 | «Гена, выше грудь!»                      | «Гена, вище груди!»                           | 7 вересня 2006    |
| У Даші день народження. Її улюблена модель бюстгальтера зникає з продажу в Єкатеринбурзі, і Гена разом з Женею їде за новим у Нижній Тагіл. |                                          |                                               |                   |
| 39 | «Суди меня как я тебя»                   | «Суди мене як я тебе»                         | 8 вересня 2006    |
| Даша і Гена їдуть в готель і знаходять касету, на якій Женя і Олена займаються сексом. Виявляється, що в номері встановлена камера, і Гену і Дашу теж зняли. Букіни і Степанови подають на керівництво готелю до суду.                                                                                  |                                          |                                               |                   |
| 40 | «Здравствуй, Гена, Новый год!»           | «Привіт, Гено, Новий рік!»                    | 11 вересня 2006   |
| Торговий центр «Бухта достатку», що конкурує з торговим центром, де працює Гена, проводить рекламну акцію: до «Бухти достатку» на парашуті спуститься Дід Мороз з мішком купонів. Але нетверезий парашутист не зміг розкрити парашут, він падає і розбивається на балконі Букіних.                      |                                          |                                               |                   |
| 41 | «Кыш, мышь!»                             | «Киш, миша!»                                  | 12 вересня 2006   |
| У будинку Букіних завелася миша. Гена влаштовує гонки за нею і руйнує все на своєму шляху. |                                          |                                               |                   |
| 42 | «Богатые тоже платят»                    | «Багаті теж платять»                          | 13 вересня 2006   |
| До Букіних приходить кредитна картка на ім'я їх пса, Барона, з кредитом на 3000 доларів. Думаючи, що ніхто не буде заарештовувати собаку за несплату кредиту, Букіни починають жити на широку ногу. |                                          |                                               |                   |
| 43 | «Летите, Букины, летите»                 | «Летіть, Букіни, летіть»                      | 14 вересня 2006   |
| На вечірку до Степанових приходить ворожка, яка передбачає Букіним і Жені удачу, а Олені — смерть. |                                          |                                               |                   |
| 44 | «Лысая башка, дай пирожка»               | «Лиса башка, дай пиріжка»                     | 15 вересня 2006   |
| Гена і Женя думають, що вони лисіють. |                                          |                                               |                   |
| 45 | «Не ходите к нам на огонёк»              | «Не ходите до нас на вогник»                  | 18 вересня 2006   |
| Букіни отримують спадок і йдуть в дорогий ресторан, але Гена забуває гроші вдома. |                                          |                                               |                   |
| 46 | «Домохозяйка – это звучит гордо»         | «Домогосподарка – це звучить гордо»           | 19 вересня 2006   |
| У Світлани в школі день професійної орієнтації. Даша приходить на нього, щоб представити «професію» домогосподарки. Гена вчить Рому бути відповідальним і змушує його провести день у взуттєвому. |                                          |                                               |                   |
| 47 | «Танцуй, Света, танцуй!»                 | «Танцюй, Світлано, танцюй!»                   | 20 вересня 2006   |
| Директорка школи карає Світлану, змусивши її виконати сольний номер народного танцю на вечорі самодіяльності в школі. |                                          |                                               |                   |
| 48 | «Ей денег не надо – работу давай!»       | «Їй грошей не треба — роботу давай!»          | 21 вересня 2006   |
| Даша влаштовується продавчинею косметики. Гена боїться, що вона заробляє більше за нього, і знаходить собі другу роботу в суші-барі. |                                          |                                               |                   |
| 49 | «Женя-Клод Ван Дамм»                     | «Женя-Клод Ван Дамм»                          | 22 вересня 2006   |
| Даша і Женя їдуть в кінопрокат, і Даша показує непристойний жест іншому водієві. Женя боїться, що той приїде до нього додому, і кличе Букіних до себе. |                                          |                                               |                   |
| 50 | «Гена жжот»                              | «Гена палить»                                 | 25 вересня 2006   |
| Степанови їдуть на пару вечорів і просять Гену заплатити сантехніку, якого чекають з дня на день. Гена забирає гроші собі і намагається полагодити водопровід Степановим сам. Світлана влаштовує вдома вечірку.                                                                                         |                                          |                                               |                   |
| 51 | «Офонаревший обувщик»                    | «Офонаревший взуттьовик»                      | 26 вересня 2006   |
| Гена винаходить взуттєві ліхтарі. Рома шукає собі дівчину, але в підсумку погоджується на манекен з магазину. |                                          |                                               |                   |
| 52 | «На пляже в неглиже»                     | «На пляжі в негліже»                          | 27 вересня 2006   |
| Їдучи на пляж, Степанови залишають на двері Букіних конверт з грошима на виплату водієві, з яким у них була аварія. Букіни забирають гроші собі і теж їдуть на пляж. |                                          |                                               |                   |
| 53 | «Увидеть Дашу и умереть»                 | «Побачити Дашу і померти»                     | 28 вересня 2006   |
| В районі з'являється маніяк, який підглядає за всіма жінками, крім Даші. Вона намагається заманити маніяка до себе, щоб він і на неї подивився. |                                          |                                               |                   |
| 54 | «Хороша тетя к обеду»                    | «Хороша тітка до обіду»                       | 29 вересня 2006   |
| Першотравень. Гена влаштовує шашлики і запрошує Степанових. Олена постійно возиться з прахом своєї мертвої тітки, діючи на нерви Жені. |                                          |                                               |                   |
| 55 | «В здоровом теле – здоровый жир»         | «У здоровому тілі — здоровий жир»             | 2 жовтня 2006     |
| Даша виграє конкурс, і до неї приїжджає тренер і телеведучий Макс Метеорит. Після невдалих спроб змусити Дашу зайнятися спортом він сам втягується в Дашин спосіб життя. Даша, бачачи, що вона зробила з ним, садить Гену, Світлана і Рому на дієту з морської капусти і хлібців.                       |                                          |                                               |                   |
| 56 | «Лесная ботва»                           | «Лісове бадилля»                              | 3 жовтня 2006     |
| Гена, Женя і Рома вирушають у похід з сусідськими дітьми. Даша, Світлана, Олена і подруги Даші грають в карти на гроші, і Світлана, шахраюючи, виграє всі гроші у інших. |                                          |                                               |                   |
| 57 | «Зубная боль моя, ты покинь меня»        | «Зубний біль мій, ти покинь мене»             | 4 жовтня 2006     |
| У Гени вперше за життя з'являється зубний біль, і він боїться йти до стоматолога. |                                          |                                               |                   |
| 58 | «Мои рога – мое богатство»               | «Мої роги — моє багатство»                    | 5 жовтня 2006     |
| Даша підозрює, що Гена їй зраджує. Олені роблять в салоні краси жахливу зачіску. |                                          |                                               |                   |
| 59 | «Фанера из Парижа»                       | «Фанера з Парижа»                             | 6 жовтня 2006     |
| Заради грошей Букіни запрошують до себе ученицю з обміну, француженку Софі, яка подобається всій сім'ї. Але Світлана ненавидить її, оскільки вона відбила у неї всіх хлопців. |                                          |                                               |                   |
| 60 | «Тень отца Букина»                       | «Тінь батька Букіна»                          | 10 жовтня 2006    |
| Даша продає повну колекцію еротичних журналів «Красуні Уралу», яку почав ще Генин батько, щоб купити китайський амулет. Привид Букіна-старшого приходить до Гени і вимагає змусити Дашу повернути колекцію.                                                                                             |                                          |                                               |                   |
| 61 | «Доктор Ай-Ботинок»                      | «Доктор Ай-Черевик»                           | 11 жовтня 2006    |
| Гена бере кредит в банку, в якому працює Женя, на платну телефонну лінію про взуття. Коли ідея не окуповується, Олена, щоб врятувати Женю від звільнення через неоплачені кредити, дає ще один кредит Букіну. Однак Букін витрачає і ці гроші на лінію. В результаті Женю звільняють, а Олену знижують. |                                          |                                               |                   |
| 62 | «Поддержи автопром — покупай металлолом» | «Підтримай автопром — купуй металобрухт»      | 12 жовтня 2006    |
| Машина Гени ламається, і він вирішує купити нову, але його заощадження вже давно знайшла Даша. |                                          |                                               |                   |
| 63 | «Не стреляйте в белых черепах»           | «Не стріляйте в білих черепах»                | 13 жовтня 2006    |
| Замість того, щоб шукати роботу, Женя бреше Олені і кожен день водить Дашу, Рому і Світлану в зоопарк. |                                          |                                               |                   |
| 64 | «Влажней всего погода в доме»            | «Вологіше за все погода в домі»               | 16 жовтня 2006    |
| У Букіних протікає дах і Гена хоче полагодити його сам. Женя влаштовується на роботу в зоомагазин і приносить додому отруйного екзотичного бурундучка, який кусає Олену, і у неї виростає горб. |                                          |                                               |                   |
| 65 | «Нам не страшен Новый Год. Часть 1»      | «Не страшний нам Новий Рік. Частина 1»        | 17 жовтня 2006    |
| Гена хоче купити родині подарунки, але затримується на роботі і спізнюється в банк. |                                          |                                               |                   |
| 66 | «Нам не страшен Новый Год. Часть 2»      | «Не страшний нам Новий Рік. Частина 2»        | 18 жовтня 2006    |
| До Гени приходить янгол, який показує йому, як би склалося життя його сім'ї з іншим батьком. |                                          |                                               |                   |
| 67 | «Ты сними, сними меня с забора»          | «Ти зніми, зніми мене з паркану»              | 19 жовтня 2006    |
| Гена змушує родину заробити гроші своїми силами. Даша намагалась викрасти гроші у нього, а Світлана проходить кастинг на зйомку відеокліпу рок-гурту «Таргани». |                                          |                                               |                   |
| 68 | «От тюрьмы и от жены не зарекайся»       | «Від тюрми і від дружини не зарікайся»        | 20 жовтня 2006    |
| Даша знімає гроші з зламаного банкомату, за що повинен розплачуватися Гена. Йому загрожує в'язниця, але його сім'ю це не турбує. Єдиний вихід — продати волосся Даші, які хоче купити пара відомих багатіїв - чоловік і дружина.                                                                        |                                          |                                               |                   |
| 69 | «Кино, вино и казино. Часть 1»           | «Кіно, вино і казино. Частина 1»              | 23 жовтня 2006    |
| Женя кинув Олену і поїхав працювати єгерем в заповідник. Щоб втішити Олену, Даша продає телевізор і бере її з собою в казино. |                                          |                                               |                   |
| 70 | «Кино, вино и казино. Часть 2»           | «Кіно, вино і казино. Частина 2»              | 23 жовтня 2006    |
| Гена і діти знаходять Дашу і Олену, але вони програли всі гроші. |                                          |                                               |                   |
| 71 | «Кто старое помянет — трусы вон»         | «Хто старе пом'яне — труси геть»              | 25 жовтня 2006    |
| Школа святкує своє 50-річчя. Гена готує промову, а Рома хоче помститися дівчині, яка принизила його кілька років тому. |                                          |                                               |                   |
| 72 | «Синоптик, что рисует дождь»             | «Синоптик, що малює дощ»                      | 26 жовтня 2006    |
| Світлану запрошують на роботу на телебачення вести прогноз погоди, а Гена стає її менеджером. |                                          |                                               |                   |
| 73 | «От любви до ненависти – один шар»       | «Від кохання до ненависті – одна куля»        | 27 октября 2006   |
| Гена хоче побити рекорд свого суперника в боулінг, але у нього з'являється несподівана конкурентка: Даша забиває страйк за страйком. |                                          |                                               |                   |
| 74 | «Рома + Лена = ?»                        | «Рома + Олена = ?»                            | 30 октября 2006   |
| Гені сниться кошмар про товсті ноги, що викликає у нього страх будь-яких ніг. Світлана змушує Рому і Олену, що ночує в них, думати, що вони переспали разом. |                                          |                                               |                   |
| 75 | «Путь к аттестату лежит через желудок»   | «Шлях до атестату лежить через шлунок»        | 31 октября 2006   |
| У школі вже кілька років проводять експеримент — дівчатка вчать домоведення. Виявляється, що у Даші саме через цей предмет немає атестата. |                                          |                                               |                   |
| 76 | «Букины не продаются»                    | «Букіни не продаються»                        | 1 листопада 2006  |
| Гена влаштовує барахолку, на яку ніхто не приходить. |                                          |                                               |                   |
| 77 | «Хворіли два товарища»                   | «Хворіли два товариші»                        | 2 листопада 2006  |
| Даша і Рома їдуть до бабусі, а Гена і Світлана прикидаються хворими. Гена з задоволенням проводить час без дружини, але Свєта починає по-справжньому хворіти. |                                          |                                               |                   |
| 78 | «ДТП и т.п.»                             | «ДТП і т. п.»                                 | 3 листопада 2006  |
| Світлана і Рома беруть машину Гени і потрапляють в аварію. Букіни вирішують подати в суд на водія іншої машини, і для цього Світлана, Рома і Даша прикидаються постраждалими від аварії. |                                          |                                               |                   |
| 79 | «Богатыри не мы»                         | «Богатирі не ми»                              | 7 листопада 2006  |
| Між будинками йде спортивний конкурс «Уральські Богатирі», в якому Олена — суддя. Гена погано грає, і його команда знаходить йому заміну. |                                          |                                               |                   |
| 80 | «Даша приглашает кавалера»               | «Даша запрошує кавалера»                      | 8 листопада 2006  |
| Олена веде Дашу на танці, де вона знайомиться з молодим чоловіком. До Гени тим часом приходить чоловік цього молодика, який насправді гей, і Гена знаходить з ним спільну мову, коли той готує йому вечерю.                                                                                             |                                          |                                               |                   |
| 81 | «Модель не через постель»                | «Модель не через ліжко»                       | 9 листопада 2006  |
| Світлана бере участь у конкурсі моделей, а її суперниця, дізнавшись про рухи Світлани від Роми, краде її рухи й перемагає. |                                          |                                               |                   |
| 82 | «Космос, как самочувствие?»              | «Космос, як самопочуття?»                     | 10 листопада 2006 |
| До Гени вночі прилітають прибульці і крадуть його ношені шкарпетки. |                                          |                                               |                   |
| 83 | «Возвращение блудного Гены»              | «Повернення блудного Гени»                    | 13 листопада 2006 |
| Гена допомагає новій сусідці занести диван, і його бачать всі жінки будинку. Гена стає для них секс-символом. |                                          |                                               |                   |
| 84 | «Дочка с возу – папе легче»              | «Дочка з возу — татові легше»                 | 14 листопада 2006 |
| Світлана свариться з Геною через те, що він забороняє їй водити хлопців, і їде жити з подругою. |                                          |                                               |                   |
| 85 | «Особенности национальной контрацепции»  | «Особливості національної контрацепції»       | 15 листопада 2006 |
| За заповітом старого діда Полікарпа, перша сім'я Букіних, яка народить сина і назве його Полікарпом, отримає спадок. Гена заради цього готовий на все і навіть на секс з Дашею, але вона користується нагодою і приймає протизаплідні таблетки.                                                         |                                          |                                               |                   |
| 86 | «После свадьбы кулаками не машут»        | «Після весілля кулаками не махають»           | 16 листопада 2006 |
| Прокинувшись після корпоративної вечірки, Олена виявляє, що у неї новий чоловік і нове прізвище. Букіни пропонують Олені і Толіку Поліно влаштувати весільну церемонію у них, і, як завжди, забирають всі Оленіни гроші і влаштовують жахливе весілля.                                                  |                                          |                                               |                   |
| 87 | «Однажды в Екатеринбурге»                | «Одного разу в Єкатеринбурзі»                 | 17 листопада 2006 |
| Світлана зустрічається з впливовим політиком, якому газети пророкують місце мера Єкатеринбурга. Даша і Гена повністю поглинаються мріями про владу, але Рома, на якого ніхто тепер не звертає уваги, ніяких ілюзій не плекає.                                                                           |                                          |                                               |                   |
| 88 | «Нуждающимся предоставляются удобства»   | «Особам, які потребують, надаються зручності» | 20 листопада 2006 |
| Даша вчиться на курсах дизайну і перефарбовує туалет у рожевий колір. Гена боїться туди заходити і йде в громадський туалет. |                                          |                                               |                   |
| 89 | «Гена Букин и кубок огня»                | «Гена Букін і кубок вогню»                    | 21 листопада 2006 |
| Гена втрачає роботу продавця і влаштовується охоронцем в школу. В першу ж ніч хтось краде кубок, який Гена колись отримав для школи. |                                          |                                               |                   |
| 90 | «У Гены здоровые гены. Часть 1»          | «У Гени здорові гени. Частина 1»              | 22 листопада 2006 |
| Коли Толік і Олена повідомляють, що Олена вагітна, Гена дражнить Толіка, але виявляється, що Даша теж вагітна. Новина про вагітність Даші і Олени не приносить ніякої радості. |                                          |                                               |                   |
| 91 | «У Гены здоровые гены. Часть 2»          | «У Гени здорові гени. Частина 2»              | 23 листопада 2006 |
| Рома і Світлана встановлюють радіо-няню. Гена і Толік тікають від дружин. |                                          |                                               |                   |
| 92 | «Одним молотком и без единого гвоздя»    | «Одним молотком і без жодного цвяха»          | 24 листопада 2006 |
| Гена будує собі окрему кімнату в гаражі, але її знаходять жінки і виганяють звідти його і Толіка. Рома вирішує змінити імідж і просить називати себе «репер-хуліган Грандмастер Біт». |                                          |                                               |                   |
| 93 | «Кровь за кровь, кий за кий»             | «Кров за кров, кий за кий»                    | 27 листопада 2006 |
| Світлана і Толік кудись зникають ночами. Виявляється, що Світлана навчилася майстерно грати в більярд, а Толік став її агентом. |                                          |                                               |                   |
| 94 | «В доме по соседству заиграло детство»   | «У будинку по сусідству заграло дитинство»    | 28 листопада 2006 |
| Толік продає дитячі меблі Олени. Олена і Даша їдуть на її пошуки. |                                          |                                               |                   |
| 95 | «Хорошо иметь домик в Дерябино»          | «Добре мати будиночок в Дерябіно»             | 29 листопада 2006 |
| Втомившись від того, що сім'я приділяє багато уваги хворому Барону, а не їй, Даша їде до рідні в Дерябіно. У Толіка з'являється синдром вагітного тата. |                                          |                                               |                   |
| 96 | «Геннадий и очки»                        | «Геннадій і окуляри»                          | 30 листопада 2006 |
| Світлана і Рома змушують Гену купити окуляри. |                                          |                                               |                   |
| 97 | «Второй после Бога»                      | «Другий після Бога»                           | 1 грудня 2006     |
| Впавши з даху, Гена бачить Бога і створює черевики за подобою Його черевиків. Всі приймають його ідею за повну маячню, крім Толика. |                                          |                                               |                   |
| 98 | «Ни в звезду, ни в телевизор. Часть 1»   | «Ні в зірку, ні в телевізор. Частина 1»       | 4 грудня 2006     |
| Світлана веде ток-шоу на відкритому каналі і її запрошують в Москву. Гена, Рома і Світлана їдуть в Москву. |                                          |                                               |                   |
| 99 | «Ни в звезду, ни в телевизор. Часть 2»   | «Ні в зірку, ні в телевізор. Частина 2»       | 5 грудня 2006     |
| Шоу Світлани б'є всі рекорди, але не проходить цензуру. |                                          |                                               |                   |
| 100 | «И глаз как у собаки, и нюх как у орла»  | «І очі як у собаки, і нюх як у орла»          | 6 грудня 2006     |
| Гені випадає шанс спробувати себе в ролі детектива. В кінці виявляється, що події останніх 10-ти серій, починаючи з «У Гени здорові гени» — просто Генин сон. |                                          |                                               |                   |

## Сезон 2 (2007)
Зйомки перших 24 серій проходили в серпні 2006, зйомки інших 72 були з березня 2007 по липень 2007. Від сезону чекали багато чого, так як спочатку перші 24 обіцяли запустити в кінці березня, коли глядачів дуже багато, але через конфлікти показ призначили на червень, нібито через те, що сезон пустять після повних зйомок серіалу, а вони закінчувалися на початку липня.
| № | Назва російською                             | Назва українською                                 | Дата виходу      |
| --- | -------------------------------------------- | ------------------------------------------------- | ---------------- |
| 1 (101) | «Гав–гав и в койку»                          | «Гав–гав і в ліжко»                               | 4 червня 2007    |
| Барон втікає з дому і знімає симпатичну пуделиху. Він призводить її до Букіних, і вона займає його місце. |                                              |                                                   |                  |
| 2 (102) | «Сорок один – ем один»                       | «Сорок один — їм один»                            | 4 червня 2007    |
| Світлана бере участь в кастингу на обличчя закусок «Вкусняшечкі». Коли Гена платить фірмі за участь Світлани, Рома ображається на нього — він мав на ці гроші поїхати на зустріч із президентом.                                                                                |                                              |                                                   |                  |
| 3 (103) | «Забытая мелодия для Гены»                   | «Забута мелодія для Гени»                         | 5 червня 2007    |
| Гена чує по радіо свою улюблену пісню, через яку божеволіє і тримає в заручниках свою родину і сусідів. |                                              |                                                   |                  |
| 4 (104) | «Моя ужасная няня»                           | «Моя жахлива няня»                                | 5 червня 2007    |
| Світлана сидить з гіперактивними дітьми. Побиття і стрілянина по голові нещасної няні додається! Тим часом Букіни-старші та Поліна дивляться фільм «Титанік». |                                              |                                                   |                  |
| 5 (105) | «Давайте сдачи, не отходя от кассы. Часть 1» | «Давайте здачі, не відходячи від каси. Частина 1» | 6 червня 2007    |
| У найспекотніший день року Гена приносить додому допотопний кондиціонер, в результаті чого знеструмлюється весь будинок. Боячись гніву сусідів, Букіни переїжджають у супермаркет. Букіни обганяють Олену на касі в супермаркеті, Гена стає мільйонним клієнтом і отримує приз. |                                              |                                                   |                  |
| 6 (106) | «Давайте сдачи, не отходя от кассы. Часть 2» | «Давайте здачі, не відходячи від каси. Частина 2» | 6 червня 2007    |
| Олена вважає, що виграш її, після чого директор супермаркету «Від душі» влаштовує конкурс між Букіними і Поліною. |                                              |                                                   |                  |
| 7 (107) | «Золотая лихорадка. Часть 1»                 | «Золота лихоманка. Часть 1»                       | 7 червня 2007    |
| Машина Букіних ламається дорогою в Сочі, і вони потрапляють в село, в якому купують золотоносну ділянку. |                                              |                                                   |                  |
| 8 (108) | «Золотая лихорадка. Часть 2»                 | «Золота лихоманка. Частина 2»                     | 7 червня 2007    |
| Букіни і приїхавші за ними Поліно шукають золото. |                                              |                                                   |                  |
| 9 (109) | «Фирма кобелей не вяжет»                     | «Фірма псів не в'яже»                             | 8 червня 2007    |
| До Букіних приїжджає собачник, який пропонує велику суму за в'язку своєї собаки з Бароном. |                                              |                                                   |                  |
| 10 (110) | «Сердце Геннадия не склонно к измене»        | «Серце Геннадія не схильне до зради»              | 8 червня 2007    |
| До Гени пристає взуттєва фанатка. Даша думає, що Гена їй зраджує. |                                              |                                                   |                  |
| 11 (111) | «Всё своё ношу с собой»                      | «Все своє ношу з собою»                           | 13 червня 2007   |
| Гена складає заповіт. |                                              |                                                   |                  |
| 12 (112) | «Первым делом, первым делом парашюты»        | «Насамперед, насамперед парашути»                 | 13 червня 2007   |
| Щоб сподобатися дівчині, Рома займається екстремальними видами спорту. |                                              |                                                   |                  |
| 13 (113) | «Реклама требует жертв»                      | «Реклама вимагає жертв»                           | 14 червня 2007   |
| Гену запрошують зніматися в рекламі кросівок «Зевс». |                                              |                                                   |                  |
| 14 (114) | «День разврата раз в году»                   | «День розпусти раз на рік»                        | 14 червня 2007   |
| Поки сім'я готує Ромі свято на честь його 18-річчя, Гена веде його в стриптиз-бар. |                                              |                                                   |                  |
| 15 (115) | «У орла недетское яйцо»                      | «В орла недитяче яйце»                            | 18 червня 2007   |
| Несподівано повернувшись, Женя хоче влаштувати Олені сюрприз, але зустрічається з Толіком. |                                              |                                                   |                  |
| 16 (116) | «Одиннадцать друзей Букина»                  | «Одинадцять друзів Букіна»                        | 18 червня 2007   |
| Гена і Толік об'єднують медіумів Єкатеринбурга під своїм дахом. |                                              |                                                   |                  |
| 17 (117) | «Предки в Тверь – панки в дверь»             | «Предки в Твер — панки в двері»                   | 19 червня 2007   |
| Світлана і Рома виграють вечір з гуртом «Таргани». |                                              |                                                   |                  |
| 18 (118) | «Жила-была дура…»                            | «Жила-була дурепа...»                             | 19 червня 2007   |
| Світлану запрошують на вечірку відмінників, і Рому це турбує. |                                              |                                                   |                  |
| 19 (119) | «Рома – король облома»                       | «Рома — король облому»                            | 20 червня 2007   |
| У Роми роман одночасно з вчителькою англійської та красивою однокласницею. |                                              |                                                   |                  |
| 20 (120) | «Блондинка в загоне»                         | «Блондинка в загоні»                              | 20 червня 2007   |
| Свєта працює в парку атракціонів, а Гена влаштовує собі відпустку перед телевізором. |                                              |                                                   |                  |
| 21 (121) | «Люди гибнут за бензин»                      | «Люди гинуть за бензин»                           | 21 червня 2007   |
| Коли Даша і діти купують закуски на автозаправці, а Гена не може за них заплатити, йому доводиться відпрацьовувати борг Бензозаправникам. |                                              |                                                   |                  |
| 22 (122) | «Третьим будешь?»                            | «Третім будеш?»                                   | 21 червня 2007   |
| Родичі Даші залишають у Букіних свого сина, Сьомого на прізвисько «Сьома». Гена шукає недбайливих батьків, але в підсумку погоджується залишити Сьому у себе. |                                              |                                                   |                  |
| 23 (123) | «Наш девиз непобедим – заведем и не дадим»   | «Наш девіз непереможний — заведемо і не дамо»     | 25 червня 2007   |
| Світлана відмовляється займатися сексом зі своїм новим хлопцем у машині і йде додому пішки. |                                              |                                                   |                  |
| 24 (124) | «Драка – лучший подарок»                     | «Бійка — найкращий подаруно»                      | 25 червня 2007   |
| У день Гениного дня народження Даша замість нього святкує день народження Сьоми в парку. |                                              |                                                   |                  |
| 25 (125) | «Зарплаты полные штаны»                      | «Зарплати повні штани»                            | 3 вересня 2007   |
| Щоб оплатити лікування Сьоми, Гена влаштовується на роботу барменом-стриптизером. |                                              |                                                   |                  |
| 26 (126) | «Утром котлеты – вечером секс»               | «Вранці котлети — ввечері секс»                   | 3 вересня 2007   |
| Даша намагається затягнути Гену в ліжко, купуючи щораз новий стрій, але Гені хочеться просто поїсти. |                                              |                                                   |                  |
| 27 (127) | «Пацаны, приспустите штаны»                  | «Пацани, приспустіть штани»                       | 4 вересня 2007   |
| Рома створює чоловічий клуб. |                                              |                                                   |                  |
| 28 (128) | «Света Букина и философский кетчуп»          | «Світланана Букіна і філософський кетчуп»         | 4 вересня 2007   |
| Світлана влаштовується на роботу офіціанткою. |                                              |                                                   |                  |
| 29 (129) | «Первый раз в первый класс»                  | «Перший раз у перший класс»                       | 5 вересня 2007   |
| Посівши перше місце на конкурсі продавців взуття, Гена виграє квиток на літак до Сочі. Але Даша змінює квиток першого класу на чотири квитки останнього класу для всієї родини.                                                                                                 |                                              |                                                   |                  |
| 30 (130) | «Афера Ромы Букина»                          | «Афера Роми Букіна»                               | 5 вересня 2007   |
| Рома отримує стипендію як дитина з неблагополучної сім'ї. Побачивши багато грошей на рахунку Роми, Гена і Даша думають, що в банку помилилися, і витрачають всі гроші, поки вони не схаменулися.                                                                                |                                              |                                                   |                  |
| 31 (131) | «Новый год подкрался незаметно»              | «Новий рік підкрався непомітно»                   | 6 вересня 2007   |
| Гена працює Дідом Морозом. |                                              |                                                   |                  |
| 32 (132) | «Наставил рога – нажил врага»                | «Наставив роги — нажив ворога»                    | 6 вересня 2007   |
| Рома спить з нареченою його троюрідного брата в день його весілля. |                                              |                                                   |                  |
| 33 (133) | «Женщины бранятся – только тешатся»          | «Жінки сваряться — лише тішаться»                 | 10 вересня 2007  |
| Гена їде рибалити на весь тиждень. Даша і Олена ув'язуються за ним, псуючи йому відпустку своїми суперечками. |                                              |                                                   |                  |
| 34 (134) | «Бабы на байках»                             | «Баби на байках»                                  | 10 вересня 2007  |
| Світлана купує собі мотоцикл. |                                              |                                                   |                  |
| 35 (135) | «Пустышка в штанишках»                       | «Пустушка в штанцях»                              | 11 вересня 2007  |
| Даша малює карикатуру «Пустушка в штанцях», яка стає хітом. Гена не в захваті, коли розуміє, що герой списаний з нього. |                                              |                                                   |                  |
| 36 (136) | «Любовь слепа, но не настолько»              | «Любов сліпа, але не настільки»                   | 11 вересня 2007  |
| Рома бере участь в телевізійній грі, в якій виграє побачення з красивою, але дурною дівчиною. Тобто, майже виграє — попереду фінал. |                                              |                                                   |                  |
| 37 (137) | «Русская народная клубничка»                 | «Російська народна полуничка»                     | 12 вересня 2007  |
| Даша читає Сьомі "дорослий" варіант російської казки. В цей час Гена лагодить унітаз. |                                              |                                                   |                  |
| 38 (138) | «СОБЕС в ребро»                              | «СОЦЗАБЕЗ в ребро»                                | 12 вересня 2007  |
| Гену приймають за старого. Він бере участь в спортивних змаганнях між людьми літнього віку. |                                              |                                                   |                  |
| 39 (139) | «Мой ласковый и нежный вор»                  | «Мій ласкавий і ніжний злодій»                    | 13 вересня 2007  |
| На Гену подає в суд злодій, який забрався до нього в будинок і якого він побив. |                                              |                                                   |                  |
| 40 (140) | «Кино, все возрасты, поп-корны»              | «Кіно, будь-який вік, поп-корн»                   | 13 вересня 2007  |
| У день народження Світлани сім'я йде в кіно, де Світлана зустрічає свого хлопця з іншою. |                                              |                                                   |                  |
| 41 (141) | «Секс быстрого приготовления»                | «Секс швидкого приготування»                      | 17 вересня 2007  |
| Даша піднімає Гену на сміх щодо його здібностей в сексі, і Гені доводиться спростовувати всі чутки. |                                              |                                                   |                  |
| 42 (142) | «Обувщик – это судьба»                       | «Взуттьовик — це доля»                            | 17 вересня 2007  |
| Гена йде на пенсію, але таке життя йому не подобається. Він вирішує купити свій взуттєвий магазин, але з цього теж нічого не виходить. |                                              |                                                   |                  |
| 43 (143) | «Имидж – ничто, тачка – всё!»                | «Імідж — ніщо, тачка — все!»                      | 18 вересня 2007  |
| Коли Генину «п'ятірку» викрадають, сім'я вирішує надути страхову компанію. |                                              |                                                   |                  |
| 44 (144) | «Наставил рога – пускайся в бега»            | «Наставив роги — пускайся в біги»                 | 18 вересня 2007  |
| Троюрідний брат Роми, якому він наставив роги в серії «Наставив роги — нажив ворога», просить Рому допомогти йому знайти того, хто переспав з його тепер уже колишньою дружиною.                                                                                                |                                              |                                                   |                  |
| 45 (145) | «Малышка на три миллиона»                    | «Крихітка на три мільйони»                        | 19 вересня 2007  |
| Знайома Генина мільйонерка хоче викупити його у Букіних. |                                              |                                                   |                  |
| 46 (146) | «Кидалово без мазы»                          | «Кидалово без МАЗи»                               | 19 вересня 2007  |
| Після баскетбольного матчу проводиться розіграш. Переможець отримає велику суму, якщо потрапить м'ячем у кільце. А бере участь в розіграші Даша. |                                              |                                                   |                  |
| 47 (147) | «Убить дебила»                               | «Убити дебіла»                                    | 20 вересня 2007  |
| Гена знаходить свою колишню подругу, яка просить його захистити її магазин від місцевої шпани. |                                              |                                                   |                  |
| 48 (148) | «Дурдом двух Ром»                            | «Дурдом двох Ром»                                 | 20 вересня 2007  |
| Рома будує в гаражі портал, через який до йому приходить інший, успішний Рома, і починає вчити його життю. |                                              |                                                   |                  |
| 49 (149) | «Ген невезения»                              | «Ген невезіння»                                   | 24 вересня 2007  |
| Гені починає значно таланити, але він знає що як Букін він обов'язково побачить зворотну сторону медалі, як тільки визнає, що він щасливий. |                                              |                                                   |                  |
| 50 (150) | «Лена – язык по колено»                      | «Олена — язик по коліно»                          | 24 вересня 2007  |
| Щоб не боятися говорити на людях, Олена уявляє себе в ліжку, коли каже слова, і славиться своїми оргазмами під час промов на все місто. |                                              |                                                   |                  |
| 51 (151) | «Трое в тачке, не считая кота»               | «Троє в тачці, не рахуючи кота»                   | 25 вересня 2007  |
| Рома і Світлана купують одну машину на двох і ніяк не можуть її поділити. |                                              |                                                   |                  |
| 52 (152) | «Какая же ты нелепая, Смерть!»               | «Яка ж ти безглузда, Смерть!»                     | 25 вересня2007   |
| Єкатеринбург святкує Геловін. Поки Даша, Світлана, Рома і Толік прикидаються групою «Відчайдушні шахраї» на вечірці у Поліно, до Гени приходить схожа на Дашу Смерть. |                                              |                                                   |                  |
| 53 (153) | «Поскользнулся, упал, очнулся — женат»       | «Посковзнувся, впав, отямився — одружений»        | 26 вересня 2007  |
| Гена намагається відмовити свого колегу, молодого футболіста, від весілля. Світлана надихалася отруйного газу і втратила глузд. |                                              |                                                   |                  |
| 54 (154) | «БЕЗ БАБ»                                    | «БЕЗ БАБ»                                         | 26 вересня 2007  |
| Під впливом телепередачі «Уральське жінколюбство» з Борисом Мойсеєвим жінки захоплюють всі цікаві чоловікам заклади. Гена, Толік і їх друзі створюють товариство «БЕЗ БАБ» і беруть Моїсеєва в заручники в прямому ефірі.                                                       |                                              |                                                   |                  |
| 55 (155) | «Весь мир театр, все бабы в него ходят»      | «Весь світ театр, всі баби в нього ходять»        | 27 вересня 2007  |
| Олена і Даша тягнуть Гену і Толіка в театр, але ті хочуть відвідати відкриття нового спортивного бару. |                                              |                                                   |                  |
| 56 (156) | «Небо в клеточку, Барон в полосочку»         | «Небо в клітинку, Барон у смужку»                 | 27 вересня 2007  |
| Втомившись від Букіних, Барон тікає і потрапляє в розплідник. Якщо Букіни не схаменуться і не приїдуть за ним, то через тиждень його присплять. |                                              |                                                   |                  |
| 57 (157) | «Обрезание 9 на 12»                          | «Обрізання 9 на 12»                               | 1 жовтня 2007    |
| Гена потрапляє в лікарню через легку травму спини, але лікарі плутаються в історіях хвороби і проводять операцію, яка йому зовсім не потрібна. |                                              |                                                   |                  |
| 58 (158) | «Не хочешь спать — не мучай телик»           | «Не хочеш спати — не муч телик»                   | 1 жовтня 2007    |
| Олена і Толік влаштовують у себе вечірку, але не говорять про це Букіним. Світлана і Рома намагаються непомітно затягнути додому величезний подарунок батькам. |                                              |                                                   |                  |
| 59 (159) | «Вижу фото и охота»                          | «Бачу фото і полювання»                           | 2 жовтня 2007    |
| У Гени день народження. Мало того, що Рома і Світлана дарують йому всілякий непотріб, навпроти магазину повісили величезний рекламний плакат з Дашею. |                                              |                                                   |                  |
| 60 (160) | «Уходя, гаси диван»                          | «Йдучи, гаси диван»                               | 2 жовтня 2007    |
| Світланин друг кидає сигарету на диван Букіних. Диван згорає, і Світлані доводиться терміново шукати новий, такий же. |                                              |                                                   |                  |
| 61 (161) | «Дача и «Дом-2» в придачу»                   | «Дача і «Дом-2» на додачу»                        | 3 жовтня 2007    |
| Букіни виграють в лотерею дачу, на якій їх сусідами виявляються Поліно. Букіни і Поліно ніяк не можуть поділити яблуню, яка росте між їхніми ділянками. |                                              |                                                   |                  |
| 62 (162) | «Великолепная пятёрка»                       | «Чудова п'ятірка»                                 | 3 жовтня 2007    |
| Одометр на Геніній п'ятірці показує всі дев'ятки. Фонд підтримки вітчизняного автопрому обіцяє йому круту машину, якщо вони зможуть зробити фотознімок того, як п'ятірка проїде свій мільйонний кілометр.                                                                       |                                              |                                                   |                  |
| 63 (163) | «Скажем дружно — Роме нужно»                 | «Скажімо дружно — Ромі потрібно»                  | 4 жовтня 2007    |
| Поки Гена вибиває у інших подарунки для Даші на день святого Валентина, Рома йде до Віки Д. (насправді Вікторії Дайнеко), яка три роки тому надіслала йому валентинку. |                                              |                                                   |                  |
| 64 (164) | «Грудь — всему голова»                       | «Груди — всьому голова»                           | 4 жовтня 2007    |
| Гена приковує себе до воріт на стадіоні, на місці якого хочуть побудувати завод. Світлана відчуває нову отруту для комах на Ромі і Бароні, після якої Барон стає котом, а у Роми виростають жіночі груди.                                                                       |                                              |                                                   |                  |
| 65 (165) | «Идентификация Полено»                       | «Ідентифікація Поліно»                            | 8 жовтня 2007    |
| У День сміху Гена не вірить, коли Толік виявляється колишнім іноземним шпигуном. |                                              |                                                   |                  |
| 66 (166) | «В очередь, Букины дети!»                    | «У чергу, Букіні діти!»                           | 8 жовтня 2007    |
| Рома і Світлана стоять у дуже довгій черзі за квитками на концерт. Даша намагається заманити Гену додому для післяобіднього сексу, щоб виграти на радіо. У взуттєвому магазині починає працювати стажист Данила.                                                                |                                              |                                                   |                  |
| 67 (167) | «Не дряблый дриблинг»                        | «Не в'ялий дриблінг»                              | 9 жовтня 2007    |
| Гену не пускають на телегру про футбол, і він вирішує відправити на неї Світлану, передавши їй всі свої знання. |                                              |                                                   |                  |
| 68 (168) | «Обувщик с бульвара Капуцинов»               | «Взуттьовик з бульвару Капуцинів»                 | 9 жовтня 2007    |
| Перед тим, як подивитися фільм «Людина з бульвару Капуцинів», який він так довго чекав, Гена забігає з Дашею в магазин на пару хвилин. Але комп'ютер дає збій, автоматичні двері закриваються, і він залишається замкненим у магазині на весь вечір.                            |                                              |                                                   |                  |
| 69 (169) | «Чистота и жир спасут мир»                   | «Чистота і жир врятують світ»                     | 10 жовтня 2007   |
| Гена підвозить трьох товстих моделей у своїй п'ятірці і стає обличчям нової соціальної реклами за чисте повітря. |                                              |                                                   |                  |
| 70 (170) | «Свету любить — гол не забить»               | «Світлану любити — гол не забити»                 | 10 жовтня 2007   |
| Толік і Гена ставлять гроші на футбольну команду, в якій грає хлопець Свєти. |                                              |                                                   |                  |
| 71 (171) | «Пролетарии всех стран, обувайтесь!»         | «Пролетарі всіх країн, взувайтеся!»               | 11 жовтня 2007   |
| Толик знаходить у Гени в магазині старе взуття 80-х, і вони перетворюють взуттєвий магазин. |                                              |                                                   |                  |
| 72 (172) | «ГАИ, ГАИ, моя звезда»                       | «ДАІ, ДАІ, моя зірка»                             | 11 жовтня 2007   |
| Гена перездає зкзамен на свої водійські права, але його екзаменатором виявляється злопам'ятний Рома. |                                              |                                                   |                  |
| 73 (173) | «Всё за Сибирскую корову!»                   | «Все за Сибірську корову»                         | 15 жовтня 2007   |
| Світлана стає особою пива «Сибірська корова», але перед початком зйомки реклами у неї вискакує величезний прищ. |                                              |                                                   |                  |
| 74 (174) | «Племянница дразнятся»                       | «Племінниця дражниться»                           | 15 жовтня 2007   |
| До Поліно приїжджає племінниця Олени Христина. Рома намагається вступити в МГІМО. |                                              |                                                   |                  |
| 75 (175) | «Груди детям не игрушка. Часть 1»            | «Груди дітям не іграшка. Частина 1»               | 16 жовтня 2007   |
| Коли Гена виганяє жінку за годування грудьми в його магазині, між жінками з дітьми на чолі з Оленою і БЕЗБАБівцями починається війна. |                                              |                                                   |                  |
| 76 (176) | «Груди детям не игрушка. Часть 2»            | «Груди дітям не іграшка. Частина 2»               | 16 жовтня 2007   |
| Гена перетворює свій жіночий взуттєвий магазин у чоловічий на знак протесту, але до нього приїжджає його начальник Саша Самойленко, який виявляється жінкою. |                                              |                                                   |                  |
| 77 (177) | «И у Ромы бывают не обломы»                  | «І у Роми бувають не обломи»                      | 17 жовтня 2007   |
| Рома працює на гарячій лінії для незайманих чоловіків. |                                              |                                                   |                  |
| 78 (178) | «Гена в постели с Полено»                    | «Гена в ліжку з Поліно»                           | 17 жовтня 2007   |
| Щоб непомітно продати дорогу ляльку, яку він купив для Олени, Толік просить Гену замінити його в ліжку. |                                              |                                                   |                  |
| 79 (179) | «Не паримся вместе»                          | «Не паримося разом»                               | 18 жовтня 2007   |
| Не встигши пройти кастинг на новий ситком, Світлана починає розповідати продюсеру про свою сім'ю, а він замість запланованого ситкому створює серіал про Букіних. |                                              |                                                   |                  |
| 80 (180) | «Стреляет метко Светка»                      | «Стріляє влучно Світланка»                        | 18 жовтня 2007   |
| Світлана бере участь в конкурсі стрільби з лука. Гена тим часом хоче позбутися горобця, який цвірінчить у них під вікном, і вдягає костюм пугача, щоб налякати його. |                                              |                                                   |                  |
| 81 (181) | «Герои спорта второго сорта»                 | «Герої спорту другого сорту»                      | 22 жовтня 2007   |
| Футбольна команда Гени грає проти команди районної дитячо-юнацької спортивної школи. Є тільки дві проблеми: противники завербували до себе професійних гравців, а найкращий гравець у команді Гени змінив стать.                                                                |                                              |                                                   |                  |
| 82 (182) | «Гена спит — игра идет»                      | «Гена спить — гра йде »                           | 22 жовтня 2007   |
| Данила стає членом товариства «БЕЗ БАБ». Втомившись від поганого рівня вітчизняного футболу, Гена бере справи з свої руки і виводить команду зі своїх друзів у чемпіони. |                                              |                                                   |                  |
| 83 (183) | «Папа-Псих и все, все, все. Часть 1»         | «Тато-Псих і всі, всі, всі. Частина 1»            | 23 жовтня 2007   |
| БЕЗБАБівці організовують акцію протесту, коли через Олени закрили їх улюблений серіал «Тато-Псих». |                                              |                                                   |                  |
| 84 (184) | «Папа-Псих и все, все, все. Часть 2»         | «Тато-Псих і всі, всеі, всі. Частина 2»           | 23 жовтня 2007   |
| БЕЗБАБівці їдуть до міжнародного суду в Гаагу, щоб домогтися повернення «Тата-Психа». |                                              |                                                   |                  |
| 85 (185) | «Увидеть грудь и умереть»                    | «Побачити груди і померти»                        | 24 жовтня 2007   |
| Дружини Гени і його друзів йдуть в стрип-клуб. Невже їхні чоловіки там читають класиків і не кладуть грошей в жіночі труси? Як би не так! |                                              |                                                   |                  |
| 86 (186) | «Семь раз отпей — один раз отлей»            | «Сім раз відпий — один раз відлий»                | 24 жовтня 2007   |
| Поки Даша і Олена грають в лото, БЕЗБАБівці вибирають собі нове офіційне пиво. |                                              |                                                   |                  |
| 87 (187) | «Бить или не бить»                           | «Бити чи не бити»                                 | 25 жовтня 2007   |
| Світлана стає найкращою акторкою в своїй школі акторської майстерності, і її вчитель приходить до Букіних на вечерю. Тільки ось Гена все ще не відійшов від афери «МММ», а гість — Льоня Голубков.                                                                              |                                              |                                                   |                  |
| 88 (188) | «Вымоем и высушим»                           | «Вимиємо й висушимо»                              | 25 жовтня 2007   |
| По дорозі в Дерябіно до мами Даші Букіни втрачають свою машину на автомийці. Там же Олена знову зустрічає Женю Степанова, який став особистим водієм одного олігарха, і щоб насолити Олені, він прикидається крутим чуваком.                                                    |                                              |                                                   |                  |
| 89 (189) | «Утомленные браком»                          | «Втомлені шлюбом»                                 | 29 жовтня 2007   |
| Барон випадково закопує Генин подарунок Даші на ювілей весілля. |                                              |                                                   |                  |
| 90 (190) | «Отцы и дети на Свете»                       | «Батьки та діти на Світлані»                      | 29 жовтня 2007   |
| У Світлани з'являється багатий 11-річний шанувальник. |                                              |                                                   |                  |
| 91 (191) | «Бабье не тонет. Часть 1»                    | «Жінки не тонуть. Частина 1»                      | 30 жовтня 2007   |
| Даша виграє круїз на чотирьох, і Букіни-старші з Поліно вирушають на корабель, повний повних жінок. Поки Гена, Даша, Олена, Толік, повна дама і Таїр Мамедов чекають порятунку на шлюпці після корабельної аварії, журналісти беруть в облогу будинок Букіних.                  |                                              |                                                   |                  |
| 92 (192) | «Бабье не тонет. Часть 2»                    | «Жінки не тонуть. Частина 2»                      | 30 жовтня 2007   |
| Поки Гена, Даша, Олена, Толік, повна дама і Таїр Мамедов чекають порятунку на шлюпці після корабельної аварії, журналісти беруть в облогу будинок Букіних. |                                              |                                                   |                  |
| 93 (193) | «Секс-перезагрузка»                          | «Секс-перезавантаження»                           | 31 жовтня 2007   |
| Рома бере участь в експерименті «Віртуальний секс», а Гена знаходить на стіні даремний перемикач. |                                              |                                                   |                  |
| 94 (194) | «Большие шары Гены Букина»                   | «Великі кулі Гени Букіна»                         | 31 жовтня 2007   |
| Генин магазин грабують, і він прикидається, що його тепер лякає взуття. Йому необхідно обрати: або продовжувати прикидатися і виграти позов на керівництво магазину, або виграти чемпіонат з боулінгу, куди босоніж не пускають.                                                |                                              |                                                   |                  |
| 95 (195) | «Свердловский Кончаловский»                  | «Свердловський Кончаловський»                     | 1 листопада 2007 |
| Бажання Гени потрапити на першу сторінку «Взуттєвих новин» і завдання, дане Світлані — зняти фільм, призводять до створення несподівано успішного фільму про взуття. |                                              |                                                   |                  |
| 96 (196) | «Когда есть обувь — чиксы танцуют»           | «Коли є взуття – дівки танцюють»                  | 1 листопада 2007 |
| Саша Самойленко вирішує розширити свій бізнес. Гена і Данило пропонують їй влаштувати по сусідству з взуттєвим магазином фітнес-центр, і вона погоджується. |                                              |                                                   |                  |

## Сезон 3 (2008)
Найвдаліший з усіх раніше запланованих 3 сезонів. Зйомки були дуже зручні: знімали в відремонтованих павільйонах взимку 2007-2008. Показ у квітні був дуже успішним. Загалом для заключного (на той час) сезону зробили все, що могли. 
| № | Назва російською                             | Назва українською                                 | Дата виходу    |
| --- | -------------------------------------------- | ------------------------------------------------- | -------------- |
| 1 (197) | «Здравствуйте, я ваша тёща!»                 | «Здрастуйте, я ваша теща!                         | 7 квітня 2008  |
| До Букіних приїжджає жити Дашина мама. Рома переїжджає в підвал. |                                              |                                                   |                |
| 2 (198) | «Света ищет кобеля»                          | «Світлана шукає пса»                              | 7 квітня 2008  |
| Сьома продає Барона за ігрову приставку і бреше Букіним, що він помер. |                                              |                                                   |                |
| 3 (199) | «Вождь краснорожих»                          | «Вождь червонопиких»                              | 8 квітня 2008  |
| Гена перетворює БЕЗ БАБ в школу життя і влаштовує телепроповіді. |                                              |                                                   |                |
| 4 (200) | «Эрогенный Гена»                             | «Ерогенний Гена»                                  | 8 квітня 2008  |
| Намагаючись винайти новий колір «зелитний», Світлана винаходить засіб від облисіння з несподіваними побічними ефектами. |                                              |                                                   |                |
| 5 (201) | «Жан-Клод ван Даша»                          | «Жан-Клод ван Даша»                               | 1 квітня 2008  |
| Гену записали до "слабаків" через перемогу Даші над злодюжкою. |                                              |                                                   |                |
| 6 (202) | «Бой с хренью»                               | «Бій з хрінню»                                    | 1 квітня 2008  |
| Щоб стати членом БЕЗ БАБ, Ромі доводиться битися з Володимиром «Динамітом» Турчинським. |                                              |                                                   |                |
| 7 (203) | «Вечер встреч — с кем бы лечь?»              | «Вечір зустрічей — з ким би лягти?»               | 2 квітня 2008  |
| На зустрічі випускників Світлана дізнається, що останній хлопець в класі став мільйонером і красенем. |                                              |                                                   |                |
| 8 (204) | «Финты и понты»                              | «Фінти і понти»                                   | 2 квітня 2008  |
| Банк Олени встановлює на стадіоні «Уралець», де раніше грав Гена, табло з новою назвою стадіону, і Гена впевнений, що стадіон повинен називатися на його честь. |                                              |                                                   |                |
| 9 (205) | «Превед, медвед!»                            | «Привіт, ведмідь!»                                | 3 квітня 2008  |
| Гена, Рома і Дашин батько Евкакій їдуть на полювання і привозять в Єкатеринбург убитого ведмедя. Але виявляється, що ведмедя вони не добили. |                                              |                                                   |                |
| 10 (206) | «Хорошая звезда — голая звезда»              | «Хороша зірка — гола зірка»                       | 3 квітня 2008  |
| Гена знімає голу зірку на фото і хоче продати фотографію жовтій пресі. Барон знімається в рекламі собачого корму. |                                              |                                                   |                |
| 11 (207) | «Вечерний стон»                              | «Вечірній стогін»                                 | 9 квітня 2008  |
| Все друзі Гени «підсаджуються» на лінію сексу по телефону. Гена теж пробує і впізнає в «Ласунці» свою тещу. |                                              |                                                   |                |
| 12 (208) | «Психо-лохо-логия»                           | «Психо-лохо-логія»                                | 9 квітня 2008  |
| Даша і Гена везуть Дашиних батьків до лікаря з сімейних стосунків. Світла зустрічається з іспанцем. |                                              |                                                   |                |
| 13 (209) | «Снимите Свету немедленно! Часть 1»          | «Зніміть Світану негайно! Частина 1»              | 10 квітня 2008 |
| Гена і Толік ставлять супутникову тарілку. Світла звільняє Рому як свого агента, і він пробує себе як продюсер музичного кліпу зі Світланою і з танцюристом Рафаелем, але для цього він займає грошей у кримінального авторитета.                                  |                                              |                                                   |                |
| 14 (210) | «Снимите Свету немедленно! Часть 2»          | «Зніміть Світану негайно! Частина 2»              | 10 квітня 2008 |
| Рафаель і Світлана сваряться і відмовляються брати участь у кліпі. Ромі потрібно зняти кліп до п'яти, або його розберуть на органи. Лена і Даша запрошують подруг подивитися, як Гена, Толік і тепер інші БЕЗБАБівці, ставлячи тарілку, періодично падають з даху. |                                              |                                                   |                |
| 15 (211) | «Матрёшки с обложки»                         | «Матрьошки з обкладинки»                          | 14 квітня 2008 |
| Даша їде на пошуки Євкакія. Рома і син Гениного конкурента намагаються переплюнути один одного на уроці маркетингу, і Рома знімає красивих студенток для календаря.                                                                                                |                                              |                                                   |                |
| 16 (212) | «Подарок без запарок»                        | «Подарунок без запарок»                           | 14 квітня 2008 |
| На річницю весілля Поліно Толик хоче зробити собі татуювання з ім'ям Олени, але йому наколюють не те ім'я. |                                              |                                                   |                |
| 17 (213) | «Мисс Сочи каждого хочет. Часть 1»           | «Міс Сочі кожного хоче. Частина 1»                | 15 квітня 2008 |
| Рома з друзями збираються в Сочі, Світлану з подругами кадрів його компанію, щоб забрати квитки і поїхати замість них. Там Світлну запрошують на конкурс краси. Одним із суддів конкурсу краси виявляється Толік, а місця двох інших займають Гена і Данило.       |                                              |                                                   |                |
| 18 (214) | «Мисс Сочи каждого хочет. Часть 2»           | «Міс Сочі кожного хоче. Частина 2»                | 15 квітня 2008 |
| Олена, Рома і його друзі дізнаються про конкурс і їдуть мститися Толіку і Світлані. |                                              |                                                   |                |
| 19 (215) | «Купи меня, если сможешь»                    | «Купи мене, якщо зможеш»                          | 16 квітня 2008 |
| До Поліно приїжджає начальник Олени з Японії, тому вона змушує Букіних на час виїхати. Побачивши машину Гени, начальник з Японії дуже захотів придбати її. Але Гена не боязкого десятка.                                                                           |                                              |                                                   |                |
| 20 (216) | «Спуск перед выпуском»                       | «Спуск перед випуском»                            | 16 квітня 2008 |
| Готуючись до іспитів, Рома замикається в бібліотеці, але тут йому хочеться зайнятися мастурбацією, і все це знімає камера спостереження. |                                              |                                                   |                |
| 21 (217) | «Человек собаку вдруг»                       | «Людина собаці раптом»                            | 17 квітня 2008 |
| Гена будує будку для Барона і знаходить спільну мову з новим хлопцем Світлани. |                                              |                                                   |                |
| 22 (218) | «Звездатая жизнь»                            | «Зірконуте життя»                                 | 17 квітня 2008 |
| Світлана і Толік знімаються в рекламі для кави «Зерна пристрасті» і Толік стає зіркою. |                                              |                                                   |                |
| 23 (219) | «Дурдом 2»                                   | «Дурдом 2»                                        | 21 квітня 2008 |
| Світлана виявляється однією зі сторін в любовному трикутнику (єдина серія серіалу «Одружені... з дітьми», яка повинна була запустити новий серіал і яку адаптували в «Щасливі разом»).                                                                             |                                              |                                                   |                |
| 24 (220) | «Маза факел»                                 | «Маза факел»                                      | 21 квітня 2008 |
| Через торговий центр, де працюють Гена і Данило, пройде олімпійський вогонь, і швидше за все факел понесе Данило, який переміг на телевікторині. А Гену гризе заздрість, адже це він підказав Данилові всі відповіді.                                              |                                              |                                                   |                |
| 25 (221) | «Приколись — поженись!»                      | «Приколись — одружилсь!»                          | 22 квітня 2008 |
| Толик і Гена розігрують один одного. До Гені приходить стара подруга Даші, яка хоче забрати у неї Гену. Гена піддається їй, тому що думає, що це — розіграш Толика. Даша повертається з Євкакієм і ставить всі крапки над i.                                       |                                              |                                                   |                |
| 26 (222) | «Упала жена — загадывай желание»             | «Впала дружина — загадуй бажання»                 | 22 квітня 2008 |
| Даша втрачає пам'ять і стає зразковою дружиною. |                                              |                                                   |                |
| 27 (223) | «Человек китайцу друг»                       | «Людина китайцеві друг»                           | 23 квітня 2008 |
| Гена і Данило дізнаються, що у Саші Самойленко є підпільний цех з виробництва взуття. Тим часом Даша, Світлана і Рома балуються з новою мікрохвильовкою. |                                              |                                                   |                |
| 28 (224) | «СексоГенная катастрофа»                     | «СексоГенна катастрофа»                           | 23 квітня 2008 |
| У Єкатеринбурзі ураган. Букіни і Поліно спускаються до Роми в підвал і двері заклинює. Світлана шукає Барона на вулиці. |                                              |                                                   |                |
| 29 (225) | «Комната попыток»                            | «Кімната спроб»                                   | 24 квітня 2008 |
| Рома влаштовується на роботу. Гена користується нагодою і змушує його платити йому за свою кімнату в підвалі, але в підсумку Гену ув'язнюють у підвалі, поки він не зробить у ньому ремонт.                                                                        |                                              |                                                   |                |
| 30 (226) | «Я с вас жирею!»                             | «Я з вас жирію!»                                  | 24 квітня 2008 |
| Все товстухи, яких Гена образив за минулі роки, замикають Гену в взуттєвому і висловлюють йому все, що про нього думають. |                                              |                                                   |                |
| 31 (228) | «Автомания и другие извращения. Часть 1»     | «Автоманія та інші збочення. Частина 1»           | 28 квітня 2008 |
| Генина п'ятірка остаточно зламалася. Гена згадує всі найкращі моменти в його житті, пов'язані з його машиною. |                                              |                                                   |                |
| 32 (229) | «Автомания и другие извращения. Часть 2»     | «Автоманія та інші збочення. Частина 2»           | 28 квітня 2008 |
| Гена поховав п'ятірку і тепер намагається жити далі. Толік їде до музею за кордон, щоб викрасти поршні для п'ятірки. |                                              |                                                   |                |
| 33 (229) | «Следствие ведут дураки»                     | «Слідство ведуть дурні»                           | 29 квітня 2008 |
| Гена тимчасово стає міліціонером, а Світлана має, щоб пройти кастинг на роль обличчя каналу невинності, вести бездоганний спосіб життя. |                                              |                                                   |                |
| 34 (230) | «Поющие в коровнике»                         | «Співаючі в корівнику»                            | 29 квітня 2008 |
| Букіни їдуть на відпустку в Алапаєвськ, де Світлана і Даша виграють у конкурсі народної пісні. |                                              |                                                   |                |
| 35 (231) | «Секс с Романом Букиным»                     | «Секс з Романом Букіним»                          | 30 квітня 2008 |
| Рома спить з Сашею Самойленко. |                                              |                                                   |                |
| 36 (232) | «Отчаянные домохозяины»                      | «Відчайдушні домогосподарі»                       | 30 квітня 2008 |
| Лєна платить Гені і Данилові за прибирання в її будинку в честь приїзду Анфіси Чехової. Лєна просить Толіка роздобути смаженого поросяти на вечерю, а Світлана якраз знаходить на вулиці маленьке порося і приручає його.                                          |                                              |                                                   |                |
| 37 (233) | «Осторожно, жёны раздеваются!»               | «Обережно, дружини роздягаються!»                 | 4 травня 2008  |
| Коли БЕЗБАБівці стають членами журі на конкурсі стриптизерок, Даша відчуває себе покинутою і, переодягнувшись в красуню Шахерезаду, сама бере участь в конкурсі.                                                                                                   |                                              |                                                   |                |
| 38 (234) | «Лепи, Лена, лепи!»                          | «Лепи, Лєна, ліпи!»                               | 4 травня 2008  |
| Рома і Світлана крадуть снігові фігури, які зліпила Лєна, і тепер вимагають у неї викуп за них. Гену і Данилу звільняють через те, що новенькі працюють швидше, ніж вони.                                                                                          |                                              |                                                   |                |
| 39 (235) | «Продюсеры мусора»                           | «Продюсери сміття»                                | 5 травня 2008  |
| У Букіних накопичується стільки сміття, що до них приїжджає МНС. |                                              |                                                   |                |
| 40 (236) | «И в звезду, и в телевизор»                  | «І в зірку, і в телевізор»                        | 5 травня 2008  |
| Світла веде дитячу телепередачу, а Гена купує окремі ліжка для Даші і себе. |                                              |                                                   |                |
| 41 (237) | «Букины, не разводитесь! Часть 1»            | «Букіни, не розлучайтеся! Частина 1»              | 6 травня 2008  |
| Світла пробується на роль у фільмі про бокс. Букіни-старші, Поліно та Данило з дівчиною грають у гру "Наскільки добре ти знаєш людину, яку любиш". Даша довідалась, що Гена нічого про неї не знає. Гена йде від Даші.                                             |                                              |                                                   |                |
| 42 (238) | «Букины, не разводитесь! Часть 2»            | «Букіни, не розлучайтеся! Частина 2»              | 6 травня 2008  |
| Гена знаходить собі новий будинок і намагається знайти собі дівчину, та в нього не виходить. Даша знаходить собі кавалера. |                                              |                                                   |                |
| 43 (239) | «Букины, не разводитесь! Часть 3»            | «Букіни, не розлучайтеся! Частина 3»              | 7 травня 2008  |
| Дітям подобається кавалер Даші, поки він не змушує Рому і Світлану знайти собі роботу, а Дашу — навчитися готувати та прибирати. |                                              |                                                   |                |
| 44 (240) | «Шоповая терапия»                            | «Шопова терапія»                                  | 7 травня 2008  |
| Гена намагається відучити Дашу від телемагазинів. Гена і Данило будують взуттєві будиночки для бездомних ліліпутів. Рома і Світлана знімають рекламу для Гениного взуттєвого. У свій День народження Толік думає, що він старіє.                                   |                                              |                                                   |                |
| 45 (241) | «Аццкий отжиг»                               | «Пекельний відпал»                                | 8 травня 2008  |
| До Гени приходить Люцифер в особі Нагієва. Пекло сподобався Гені більше, ніж світ живих. |                                              |                                                   |                |
| 46 (242) | «Непрямой массаж перца»                      | «Непрямий масаж перця»                            | 8 травня 2008  |
| Щоб позбутися туфель за наказом Самойленко, Гена і Данило займаються бартером, і Гена хоче обміняти туфлі на масажне крісло. Світла записується на курси масажу, і, тренуючись у будинку, калічить Рому.                                                           |                                              |                                                   |                |
| 47 (243) | «Назвался мужем — полезай в Светку. Часть 1» | «Назвався чоловіком — лізь у Світлану. Частина 1» | 12 травня 2008 |
| Подруга по листуванню Роми приходить до Букіних зі своїм хлопцем Іваном і бере Букіних в заручники. Поки вся сім'я, їх гості Поліно і Данило тремтять перед дулом пістолета, Світлана і Ваня закохуються одне в одного.                                            |                                              |                                                   |                |
| 48 (244) | «Назвался мужем — полезай в Светку. Часть 2» | «Назвався чоловіком — лізь у Світлану. Частина 2» | 12 травня 2008 |
| Все йде до весілля Світлани і Вані, і начебто йому вже нічого не завадить. Але коли Гена і Лєна дізнаються дещо про Ванін спосіб життя, вони вирішують зірвати весілля.                                                                                            |                                              |                                                   |                |
| 49 (245) | «Сексуальные меньшевики»                     | «Сексуальні меншовики»                            | 13 травня 2008 |
| До Поліно приїжджає сестра-близнючка Олени Ліза і починає дружити з Геною. Гена без розуму від неї, поки та не говорить йому, що вона лесбійка. |                                              |                                                   |                |

## Сезон 4 (2009-2010)
Є орігіальним продовженням. Весь сезон знімали відразу, зйомки: вересень - листопад 2009. Спочатку прем'єра серії «Мовчання кухарів» була запланована на 30 березня 2010, але через траур її перенесли в кінець сезону.
| № | Назва російською                 | Назва українською                | Дата виходу     |
| --- | -------------------------------- | -------------------------------- | --------------- |
| 1 (246) | «Десантура, лох и дура»          | «Десантура, лох і дурепа»        | 31 грудня 2009  |
| Гена і Данило вирішують залучити до роботи симпатичних дівчат. Нарешті до них прийшла Евеліна Бледанс. А Рома, втомившись від щорічних побоїв у день ВДВ, вирішує прикинутися десантником. |                                  |                                  |                 |
| 2 (247) | «Пиво есть — ума не надо!»       | «Пиво є — розуму не треба!»      | 31 грудня 2009  |
| Гена готується до конкурсу «Пивний король». Коли він заради цих тренувань витрачає всю свою заначку на пиво, Даша, яка розраховувала на ці гроші, ображається і записує на цей конкурс Олену. |                                  |                                  |                 |
| 3 (248) | «Джентльмены неудачи»            | «Джентльмени невдачі»            | 31 грудня 2009  |
| Гену і Рому заарештовують за телефонний жарт, коли Гена влаштовує помилкову тривогу щодо закладеної бомби в торговому центрі. У в'язниці Гена знайомиться з людиною, яка була воротарем футбольної команди, якій Гена забив хет-трик. |                                  |                                  |                 |
| 4 (249) | «Гастарбабник»                   | «Гастарбабнік»                   | 31 грудня 2009  |
| Світлана замовляє по інтернету светр для свого хлопця, але разом з ним отримує ще й його власника — американця Дейва, який має намір одружитися з нею. |                                  |                                  |                 |
| 5 (250) | «Потенция — не наша компетенция» | «Потенція — не наша компетенція» | 1 лютого 2010   |
| У лісі поруч з дачею подруги Олени з'явилися гриби-афродизіаки. Лена повідомляє про це Даші, і Толік одночасно розповідає про це Гені. Між чоловіками і дружинами починається гонка. |                                  |                                  |                 |
| 6 (251) | «Наденьте это немедленно!»       | «Одягніть це негайно!»           | 2 лютого 2010   |
| Даша розуміє, що приваблює Гену одягненою, і починає кожен день шукати собі нове вбрання. Тим часом у Роми витягують з черепа застряглу іграшку, у нього з'являється гострий нюх, і Петров бере його на роботу шукачем. |                                  |                                  |                 |
| 7 (252) | «Лошара из шара»                 | «Лошара з кулі»                  | 3 лютого 2010   |
| Толік дає Даші на зберігання намиста, які купив Олені на день народження. У Гени починається алергія, і він замикається в барокамері. |                                  |                                  |                 |
| 8 (253) | «Ночной позор»                   | «Нічна ганьба»                   | 4 лютого 2010   |
| Гена застає в магазині підпільного шевця-будинкового, який в обмін на мовчання Гени змушений платити йому щоденну данину. Гена, якого життя так нічому і не навчило, знову починає жити на широку ногу. |                                  |                                  |                 |
| 9 (254) | «Палеонтолох»                    | «Палеонтолох»                    | 5 лютого 2010   |
| ЮНЕСКО визнає Гену останнім із пітекантропів. Після невдалого розіграшу Світлани Рома лисіє. |                                  |                                  |                 |
| 10 (255) | «Колбаска для встряски»          | «Ковбаска для струсу»            | 8 лютого 2010   |
| Даша прислала з Дерябіно ковбасу. Тільки чи зможе Гена спокійно її з'їсти, коли в будинок постійно заходять Толік, Лєна і Петров, діти постійно ходять туди-сюди, та ще й Барон норовить ковбасу відняти. |                                  |                                  |                 |
| 11 (256) | «Почку на бочку»                 | «Нирку на діжку»                 | 9 лютого 2010   |
| Маша Булкіна, найоб'ємніша модель з «Великих цицьок», при смерті. Врятувати її може тільки пересадка нирки, і Гена виявляється ідеальним донором. |                                  |                                  |                 |
| 12 (257) | «Быть Геной Букиным»             | «Бути Геною Букіним»             | 10 лютого 2010  |
| Гена дізнається, що хтось вкрав його паспорт і оформив на нього стільки кредитів, що Букіних скоро виселять. У Роми з'являється подруга, переконана в тому, що Рома завагітнів від поцілунку, а сама вона — інопланетянка. |                                  |                                  |                 |
| 13 (258) | «Смотреть нельзя потрогать»      | «Дивитися не можна помацати»     | 11 лютого 2010  |
| Світла знаходить роботу в магазині одягу для багатих чоловіків, де всі продавчині працюють в одних купальниках. Гена дізнається про цей магазин вчасно, якраз коли стриптиз-бар «Трясовина» закривається на два тижні. |                                  |                                  |                 |
| 14 (259) | «Следствие ведут рыбаки»         | «Слідство ведуть рибалки»        | 12 лютого 2010  |
| Показуючи Даші свій фірмовий закид, Гена випадково чіпляє на спінінг ліфчик з сусіднього балкона, потім шорти, потім Гена краде у сусідки знизу котлети. Так, поступово, Гена і Даша, а потім і їх діти, починають обкрадати сусідів. |                                  |                                  |                 |
| 15 (260) | «Ягоды любви»                    | «Ягоди любові»                   | 15 лютого 2010  |
| Толік і Гена вирощують галюциногенні ягоди. Даша стає прихильницею нового серіалу «Любовна любов» і починає плутати серіал і реальність. |                                  |                                  |                 |
| 16 (261) | «Обмять необмятное»              | «Обім'яти необм'ятне»            | 16 лютого 2010  |
| Лєна бере Дашу з собою в масажний салон, але її кредитка зникає, і їм доводиться відпрацьовувати. Трохи пізніше в той же салон приходять Гена і Толік. |                                  |                                  |                 |
| 17 (262) | «Операция на перце»              | «Операція на перці»              | 17 лютого 2010  |
| Саша Самойленко продає взуттєвий магазин привабливій Каті Швабрамовіч, дочці олігарха. Тим часом «Любовна любов» настільки гіпнотизує Дашу, що коли в серіалі головна героїня змушена оперувати свою дитину, Даша слідує її прикладу і намагається прооперувати Рому. |                                  |                                  |                 |
| 18 (263) | «Храпящая красавица»             | «Хропляча красуня»               | 18 лютого 2010  |
| Героїня «Любовної любові» впадає в кому, і слідом за нею впадає в кому Даша. Гена задоволений, але у нього з'являється підозра: чому Даша хропе. |                                  |                                  |                 |
| 19 (264) | «Они сражались за рыбину»        | «Вони билися за рибину»          | 19 лютого 2010  |
| Толік хоче завести дитину, але Олена вважає, що для початку він має «потренуватися» на тварині. Толік купує рибку, але вранці знаходить її мертвою. Толік підозрює, що рибка померла не просто так. Тим часом Світлана ховається в бібліотеці від колишнього хлопця і зустрічає Геру. |                                  |                                  |                 |
| 20 (265) | «Эффект курочки»                 | «Ефект курочки»                  | 22 лютого 2010  |
| Гені сниться сон, в якому Олена хоче його звабити. Згодом, ключові моменти зі сну (роги Толіка, намисто і нова зачіска Олени, її нова сукня) починають проявлятися у сні. Згодом Гені сниться сон, в якому йому подобається Олена. Вони одружуються. Це виявляється страшним сном Даші, яка прокинулась, а згодом знову впала в кому під дією «Любовної любові». |                                  |                                  |                 |
| 21 (266) | «Собачка на прокачку»            | «Собачка на прокачку»            | 22 лютого 2010  |
| Катя залишає Гені свою собачку Періс, щоб він доглядав за нею, поки її не буде, і круглу суму грошей на собаку. Барон безуспішно намагається залицятися до Періс, але та каже, що їй потрібен «Суперпес», який її врятує. Гена трясеться над собачкою, адже якщо з нею щось трапиться, Катя вб'є Гену. Світлана і Рома хочуть викрасти собаку і призначити викуп за неї. Вони підкладають Гені записку, але здійснити задумане не встигають: собака вже зникає. Тим часом Олена з Толіком на чорному ринку купують собачку і називають її Ксюшею. Коли вони разом з собачкою приходять в будинок Букіних, у Гени виникає підозра: Ксюша дуже схожа на Періс. |                                  |                                  |                 |
| 22 (267) | «Тайна чёрного пояса»            | «Таємниця чорного пояса»         | 22 лютого 2010  |
| Світлана запрошує Геру до Букіних на вечерю і просить його принести 14 піц. Вона пояснює, що тільки так Гера зможе сподобатися татові. Світлана просить дозволу у тата, але той каже, що Світлані треба отримати дозвіл мами, яка знаходиться в комі. Незабаром Гена розуміє, що Світлана, вириваючи волосся у Даші, може передбачати хід матчу. Він продає ноутбук Олени, і виручені гроші дає Світлані, щоб вона поставила їх. Гена не хоче допустити приходу хлопця Світлани і розставляє у дворі гопників. Однак їх б'є Лєна, повертаючись від стоматолога. Гера безперешкодно проходить в будинок Букіних. Гена виявляє тіла гопників і думає, що в будинку з'явився маніяк. Він замикає всі двері. Толік іде в свою квартиру, ховаючись від маніяка, але виявляє там Олену. |                                  |                                  |                 |
| 23 (268) | «Курортный обман»                | «Курортний обман»                | 24 лютого 2010  |
| Даша виграє конкурс на кращий лист серіалу «Любовна любов» і як приз отримує путівку до Туреччини. А поки Букіни відпочивають в Туреччині, Толік використовує порожню квартиру сусідів в особистих цілях. |                                  |                                  |                 |
| 24 (269) | «Знакомство с вредителями»       | «Знайомство з шкідниками»        | 25 лютого 2010  |
| Для заручин Гери і Світлани необхідне знайомство їх батьків, але це неможливо, оскільки Даша досі в комі. Тоді на допомогу їм приходить Лєна, але трапляється непоправне: Даша виходить з коми. |                                  |                                  |                 |
| 25 (270) | «Спасите нашу Дашу. Часть 1»     | «Врятуйте нашу Дашу. Частина 1»  | 26 лютого 2010  |
| Поки Даша була в комі, про неї зняли репортаж і показали по телевізору. Тепер до неї приходять жалісливі шанувальники, і Даша змушена прикидатися, що вона в комі. Але на одному з репортажів, де ведуча багато уваги приділяла Гені, Даша встає, що розцінюється як вихід з коми. Продюсер серіалу «Любовна любов» хоче роздобути Дашу на роль Маші, і Даша їде в Москву. Гена з дітьми вдома дивляться серіал, але незабаром їм дзвонить Даша і просить Гену забрати її, тому що її змушують робити жахливі речі. |                                  |                                  |                 |
| 26 (271) | «Спасите нашу Дашу. Часть 2»     | «Врятуйте нашу Дашу. Частина 2»  | 27 лютого 2010  |
| Гена з дітьми вирушає в Москву. Даша просить Гену терміново забрати її з шоу, адже її змушують займатися ЦИМ. Гена, Світлана і Рома приїжджають до Москви, де випадково потрапляють у передачу «Таксі». Діставшись до шоу, де знімалася Даша, Гена з'ясовує, що вона просто відмовлялася брати в руки пилосос. За умовами контракту, щоб викупити Дашу, Гена повинен віддати продюсеру всі свої гроші, виграні в передачі «Таксі». |                                  |                                  |                 |
| 27 (272) | «Убить по-русски»                | «Вбити по-російськи»             | 1 березня 2010  |
| Вночі в квартиру Олени вриваються Рома з фотоапаратом і Гена з пістолетом. Гена стріляє в голову Олени. Незабаром на місце злочину перебувають міліціонер Петров, Толік, Женя і сама Олена. Кожен висуває свій варіант злочину, але тільки Олена знає, як все було насправді. |                                  |                                  |                 |
| 28 (273) | «Стон в руку»                    | «Стогін в руку»                  | 2 березня 2010  |
| Даша і Олена слухають лікувальну музику, намагаючись схуднути. Лена повідомляє Даші, що за допомогою музики з цього диска у неї може бути секс з Геною. Даша погоджується. У взуттєвому магазині Катя наказує Гені поїхати на взуттєву конференцію, але той звалює цей обов'язок на Рому. Вночі Даша вмикає музику, і всю ніч Гені сниться, що він пливе на човні, а Даша в цей час займається з ним сексом. |                                  |                                  |                 |
| 29 (274) | «Гитарный вопрос»                | «Гітарне питання»                | 3 березня 2010  |
| У магазин до Гени забігає грабіжник і залишає гітару, за яку обіцяє заплатити. Але грабіжника забирають менти, а гітару беруть на фестиваль бардів Рома і Гера. Гена не проти, але він почув у новинах, що злодій, можливо, заховав в цій гітарі круглу суму. |                                  |                                  |                 |
| 30 (275) | «Байки про байкеров»             | «Байки про байкерів»             | 4 березня 2010  |
| Гена з друзями приходить в стриптиз-бар і виявляє, що він сповнений байкерів. Гена вирішує провчити їх, але й байкери не мають наміру здаватися. |                                  |                                  |                 |
| 31 (276) | «Сберегательный брак»            | «Ощадний шлюб»                   | 5 березня 2010  |
| До Гени заходить ділова жінка, а потім її син, і вони думають, де їм знайти наречену, щоб одружитися з нею і отримати спадок. У Гени є варіант. |                                  |                                  |                 |
| 32 (277) | «Идентификация порно»            | «Ідентифікація порно»            | 9 березня 2010  |
| Гена, Данила і Толік збираються на конкурс «Великі кулі». Для цього їм треба вгадати всіх учасниць за грудьми. Для конкурсу Гена береже зір і не дивиться на Дашу. |                                  |                                  |                 |
| 33 (278) | «Гони, Гена, гони!»              | «Жени, Гена, гони!»              | 10 березня 2010 |
| Ховаючись від своєї дружини, до Букіних приїжджає Євкакій. Гена селить його в гаражі, і той перетворює п'ятірку в самогонний апарат. Виявляється, що самогон не тільки добре продається, але ще і туристів приваблює. Але коли Даша знайшла Євкакія, вона подзвонила своїй мамі, і коли та прийшла, то все зіпсувала. |                                  |                                  |                 |
| 34 (279) | «Толик-трудоголик»               | «Толік-трудоголік»               | 11 березня 2010 |
| Олену скоротили, а Толік влаштувався на дуже добре оплачувану роботу. І поки Олена починає проводити вечори з товариством БЕЗ БАБ, Толік намагається зрозуміти, в чому саме полягає його робота. Звичайно ж, робота виявляється із секретом. |                                  |                                  |                 |
| 35 (280) | «Обмену и разврату не подлежит»  | «Обміну та розпусті не підлягає» | 15 березня 2010 |
| Даша прийшла додому в образі Лєри Кудрявцевої. А Лєна стала гарячою блондинкою з шикарними формами! Світ перевернувся! |                                  |                                  |                 |
| 36 (281) | «Внеслужебный роман»             | «Позаслужбовий роман»            | 16 березня 2010 |
| Катя починає залицятися до Толіка. До Букіних приходить Катін батько-олігарх, який дає Гені завдання — розлучити їх, для цього йому доведеться відбити Катю у Толіка і відразу ж її кинути, адже Каті подобаються тільки одружені чоловіки. Світлана вводить Рому в ступор, коли виграє у нього в шахи. |                                  |                                  |                 |
| 37 (282) | «Измена Полено»                  | «Зрада Поліно»                   | 17 березня 2010 |
| Олена відбирає у Толіка свою кредитку і знаходить шлюбний контракт: якщо Толік буде викритий у зраді, шлюб буде розірвано, а Толік вилетить з квартири і втратить все. Якщо ж Олена зрадить Толіку, то піде геть з дому без речей. Гена намагається зробити так, щоб Олена зрадила Толіку. Тим часом Даша і Рома відвідують Геру і Світлану. Катя хоче провести вечір із Геною, а до Поліно приїжджає сестра-лесбійка Олени — Ліза, якій сподобалась Катя. У Гени з'явився план. |                                  |                                  |                 |
| 38 (283) | «Психу — псих!»                  | «Психу — псих!»                  | 18 березня 2010 |
| Дашу кусає кіт, і лікар дає їй експериментальні таблетки. Від них Даша починає поводитися як збуджена кішка, і Толік пропонує Гені сховатися від Даші в психлікарні. Гера купує Букіним подарунки і доручає Світлані їх відвезти, але Свєта забуває їх в автобусі. |                                  |                                  |                 |
| 39 (284) | «Все жёны делают это»            | «Все дружини роблять це»         | 22 березня 2010 |
| Гена нарешті змушує Дашу влаштуватися на роботу, але його радість триває недовго: Даша тепер працює в його торговому центрі. Світлана і Рома пишуть пісню в стилі емо. |                                  |                                  |                 |
| 40 (285) | «Осторожно, Гена убирается!»     | «Обережно, Гена прибирає!»       | 23 березня 2010 |
| Рома влаштовується вигульщиком собак. Гена оголошує Даші секс-страйк, поки вона не почне прибирати і готувати. Наступного дня будинок блищить і на столі їжа. Невже Даша стала зразковою дружиною? |                                  |                                  |                 |
| 41 (286) | «Конец, Света!»                  | «Кінець, Світлано!»              | 24 березня 2010 |
| Геру запрошують керувати будівництвом колайдера в республіку бананів, і він хоче взяти з собою Світлану. Але за законами бананів вони зможуть поїхати разом, тільки якщо одружаться. Тим часом Рома допомагає Семе знайти собі нову родину. Гера летить в банани і зникає в Бермудському трикутнику. |                                  |                                  |                 |
| 42 (287) | «Перемена Ген»                   | «Зміна Ген»                      | 25 березня 2010 |
| Рома будує робота-прибиральника, мріючи перетворити його в секс-робота. Гені помилково приходять любовні листи, написані іншій людині, яку теж звуть Генадій Букін. |                                  |                                  |                 |
| 43 (288) | «Букинвильское привидение»       | «Букінвільский привид»           | 29 березня 2010 |
| Букіни ночують в особняку Каті. Гена переживає наймоторошнішу ніч — до нього з'явилася "Заклопотана прабаба-бос". |                                  |                                  |                 |
| 44 (289) | «Укрощение строптивого»          | «Приборкання норовливого»        | 31 березня 2010 |
| Даша вбралася медсестрою і готує романтичний вечір Гені на річницю. Тільки він не прийде — Катя хоче провести з ним ніч. |                                  |                                  |                 |
| 45 (290) | «Всё лучшее — взрослым!»         | «Все найкраще — дорослим!»       | 1 квітня 2010   |
| Гена ображає Катю, і та його звільняє. У той же день Рома і Світлана знаходять роботу. Тепер у будинку Букіних працюють діти, а дорослі поступово впадають в дитинство. |                                  |                                  |                 |
| 46 (291) | «Рыбак рыбака»                   | «Риболов риболова»               | 5 квітня 2010   |
| Толік, Гена і Данило поїхали на зимову риболовлю на озеро неподалік від стриптиз-клубу. Гена тероризує рибу, а Даша з Оленою шукають чоловіків. |                                  |                                  |                 |
| 47 (292) | «Преступление без наказания»     | «Злочин без покарання»           | 6 квітня 2010   |
| Гена виграє коробку з пакетами соку, а всі його рідні впевнені, що він пограбував банк, тому що його фоторобот був складений як грабіжника банку. |                                  |                                  |                 |
| 48 (293) | «Снимите их немедленно!»         | «Зніміть їх негайно!»            | 7 квітня 2010   |
| Гена під час перегляду футболу жбурляє праску в вікно і влучає в свій автомобіль. Щоб замінити лобове скло, Гена здає в комісіонку свою обручку. Продавець, його друг, повідомляє, що обручка зроблена за Петра Першого і колекціонер готовий заплатити за неї велику суму, але потрібні обидві обручки. Друга у Даші. Однак виявляється, що Даша вже продала свою, причому в цей же день. |                                  |                                  |                 |
| 49 (294) | «Молчание поварят»               | «Мовчання кухарів»               | 8 квітня 2010   |
| Рома знайомиться з шеф-кухаркою ресторану — симпатичною Олею. Вона була вихована у дитбудинку, доля її батьків, а також кухарки дитбудинку, місце якої зайняла Оля в дитинстві, невідома. Зараз вона живе біля лісопарку, де зникають люди і потім їх знаходять пошматованими. |                                  |                                  |                 |

## Сезон 5 (2010)
Раніше ці серії передбачалося показати разом з 4 сезоном, але через тривалий монтаж їх включили в окремий 5 сезон. У 2010 році показали 20 серій. У 2012 році в Україні показали серію "В'язень підземелля", яка має інтро, розширення та дизайн персонажів з 5 сезону. Це єдиний сезон, який не має спеціальних епізодів.
| № | Назва російською               | Назва українською             | Дата виходу     |
| --- | ------------------------------ | ----------------------------- | --------------- |
| 1 (295) | «Генодзилла»                   | «Генодзілла»                  | 13 вересня 2010 |
| Гена став Годзіллою, а Даша усіма силами бореться за вечерю з Аркадієм Укупником. Чим вона нагодує зірку? У що це все виллється? |                                |                               |                 |
| 2 (296) | «Букины дети»                  | «Букіні діти»                 | 13 вересня 2010 |
| Колись давно в пологовому будинку акушерка випадково підмінила новонароджених — одним з них виявився Рома Букін. Рома переїжджає жити до справжніх батьків — спадкових дворян. А Букіни приймають в сім'ю аристократа Пашу. |                                |                               |                 |
| 3 (297) | «Ставка больше, чем жизнь»     | «Ставка більша, ніж життя»    | 14 вересня 2010 |
| У місто приїжджає Катя Лель з подругою Анею Березович — дочкою олігарха, якій батько подарував футбольну команду. Гена витягує з Ані інформацію про її клуб і грає на тоталізаторі. |                                |                               |                 |
| 4 (298) | «Табор уходит с Дашей»         | «Табір іде з Дашею»           | 15 вересня 2010 |
| Гена ображає циганського барона, і він підмовляє свого сина Мішу Алмазного забрати від Гени Дашу. Та з радістю тікає в табір, адже там можна офіційно не працювати, не готувати і не прибирати. Гена теж задоволений, але тільки деякий час... |                                |                               |                 |
| 5 (299) | «Букин Всемогущий»             | «Букін Всемогутній»           | 16 вересня 2010 |
| Гена знаходить мобільний телефон. Виявляється, що це мобільник чиновника. Гена, випадково відповівши на дзвінок, розуміє, що телефон — джерело влади. Гена починає вершити державні справи. |                                |                               |                 |
| 6 (300) | «Из Африки с любовью»          | «З Африки з любов'ю»          | 17 вересня 2010 |
| Гена, Толік і Данило відкривають у взуттєвому підпільне казино. Рома зустрічає свою першу, шкільну любов — Сашу. Саша поїхала в дитинстві в Африку, але зараз повернулася за Ромою. Дівчина пропонує Ромі одружитися. |                                |                               |                 |
| 7 (301) | «Футбольный инстинкт»          | «Футбольний інстинкт»         | 20 вересня 2010 |
| Місто божеволіє по Чемпіонату Світу з футболу в ПАР. Чоловіки закидають все: роботу, сім'ї, дітей. А розлючена Даша влаштовує антифутбольний бунт. |                                |                               |                 |
| 8 (302) | «Ирония любви»                 | «Іронія любові»               | 21 вересня 2010 |
| Пародія на фільм Іронія долі. 31 грудня Гена вирушає з друзями в лазню. Але замість того, щоб повернутися додому, він відлітає до Красноярська. Прийшовши до тями, Гена виявляє, що знаходиться в незнайомому місті з незнайомою жінкою, яка, як з'ясовується, просто ідеально підходить Букіну.                                                                               |                                |                               |                 |
| 9 (303) | «Его обувное величество»       | «Його взуттєва величність»    | 22 вересня 2010 |
| Помер далекий родич Гени — король держави Гендостан. Новим королем стає Гена. Разом з сім'єю та Поліно він потрапляє в райське містечко. |                                |                               |                 |
| 10 (304) | «О хамах и дамах»              | «Про хамів і дам»             | 23 вересня 2010 |
| Рома нічого не їсть: це його новий спосіб підкорити серце дами. І ось — дама підкорена, але Рома так ослаб від голоду, що всі страждання виявилися марні. Гену в цей час начальниця змушує працювати в магазині і не хамити клієнткам, проте через постійне спілкування з товстухами Гена стає геєм.                                                                           |                                |                               |                 |
| 11 (305) | «Генопланетянин»               | «Генопланетянин»              | 24 вересня 2010 |
| Інопланетяни забрали Гену на свою планету, де він дізнався, що Земля скоро буде знищена. Гена переконує інопланетян врятувати Землю. Виявивши зникнення Гени, Даша і Олена зраділи, але потім зрозуміли, що Гена їм просто необхідний. |                                |                               |                 |
| 12 (306) | «Мемуары гейша»                | «Мемуари гейша»               | 27 вересня 2010 |
| Толик написав еротичний роман на основі їх з Оленою сексуальних ігор і хоче опублікувати його. Олена намагається йому перешкодити і звертається за допомогою до Гени. Світла підсаджується на електронну гру «Ну, постривай!» І віддає за це Ромі квитки на концерт. |                                |                               |                 |
| 13 (307) | «Куда заносят мечты»           | «Куди заносять мрії»          | 28 вересня 2010 |
| Гена сильно вдаряється головою. Поки він був у відключці, в своїх фантазіях він побував на курорті своєї мрії. Тепер Гена зобов'язаний побувати там і в реальності. Лєна дістає «Камасутру» (розширене і доповнене видання) і змушує Толіка вчити і застосовувати на практиці пози з книги — в тому числі і найвитонченіші. Це виявляється вкрай травмонебезпечно.             |                                |                               |                 |
| 14 (308) | «Похороните меня под пандусом» | «Поховайте мене під пандусом» | 29 вересня 2010 |
| Гена потрапляє в аварію і виживає, але всі думають, що він загинув. Удома йому влаштовують пишні поминки, на яких з'ясовується, що не дуже-то всі й засмутилися. Рома стає годувальником сім'ї і йде працювати в магазин взуття. Данила, Толик і БЕЗБАБівці влаштовують альтернативні поминки в «Трясовині», де вирішують поставити Гені пам'ятник.                            |                                |                               |                 |
| 15 (309) | «Барналей»                     | «Барналей»                    | 30 вересня 2010 |
| Даша влаштовується працювати барвумен. Рецепти коктейлів вона бере зі збірки, яку вкрала у Гени. Дашині коктейлі користуються шаленим успіхом. Гена, дізнавшись, що збірник взяла Даша, підмовляє Толіка і той підкидає Даші рецепт «Ядреного коктейлю», який вона готує своєму босові. Дашу звільняють. Гена задоволений до моменту, коли дізнається, скільки Даша заробляла. |                                |                               |                 |
| 16 (310) | «Временно беременна»           | «Тимчасово вагітна»           | 1 жовтня 2010   |
| Гена зніс додому цілу коробку халявних пробників. Виявляється, що це нові тести на вагітність, які досить лизнути, щоб дізнатися результат. Світлана пробує один, і він показує позитивний результат. Тепер Гена шукає їй нареченого. Рома знайомиться з дівчиною, яка в півтори рази вища за нього.                                                                           |                                |                               |                 |
| 17 (311) | «Изображая жертвы»             | «Зображуючи жертви»           | 4 жовтня 2010   |
| Гена і Толік, катаючись на машині Олени, збивають літню пару. Щоб не загриміти в міліцію, Гена призводить постраждалих додому. Здається, стара пара зовсім не проти пожити в чужій хаті. |                                |                               |                 |
| 18 (312) | «Генапортация»                 | «Генапортація»                | 5 жовтня 2010   |
| У взуттєвий магазин приходить партія нових чобіт з Китаю. Нанюхавшись їх, Гена потрапляє в майбутнє, в якому все кардинальним чином змінилося... |                                |                               |                 |
| 19 (313) | «Близнец подкрался незаметно»  | «Близнюк підкрався непомітно» | 6 жовтня 2010   |
| Під час чергового захоплюючого оповідання про недоліки Гени Дашу в язик кусає бджола. Гена щасливий — його дружина втратила дар мови. В цей час Рома підмовляє братів-близнюків розіграти Світлану. |                                |                               |                 |
| 20 (314) | «Мамонт и папонт»              | «Мамонт і папонт»             | 7 жовтня 2010   |
| Гена і Рома страждають від голоду. Почувши, що в уральському лісі знайдено величезну тушу мамонта, вони вирушають за здобиччю. Поки чоловіки точать кам'яну сокиру, жінки намагаються вивчити доісторичні рецепти готування м'яса. |                                |                               |                 |
| 21 (315) | «Узник подземелья»             | «В'язень підземелля»          | 9 серпня 2012   |
| Гена потрапляє в пастку в метро: відбувається аварія і пасажири виявляються під замком. Тим часом його родичі намагаються отримати за нього його зарплату. |                                |                               |                 |

## Сезон 6 (2012-2013)
6 сезон знімався з листопада 2011 року до березня 2012 року і транслювався на російському каналі ТНТ, а з 33 серії на українському Новому Каналі. Режисером усіх серій є Іван Китаєв. Це останній сезон телесеріалу.
| № | Назва російською                                | Назва Українською                              | Дата виходу               |
| --- | ----------------------------------------------- | ---------------------------------------------- | ------------------------- |
| 1 (316) | «ТСЖесть»                                       | «ТСЖесть»                                      | 10 липня 2012             |
| Мешканці будинку Букіних вибирають голову ТСЖ. Головні кандидати — Олена і Гена. Вони вступають в жорстоку і безкомпромісну боротьбу за голоси виборців. Світлана допомагає батькові і вигадує смішні написи на чашках... |                                                 |                                                |                           |
| 2 (317) | «Гена по прозвищу Олигарх»                      | «Гена на прізвисько Олігарх»                   | 10 липня 2012             |
| Гена знайомиться зі своїм двійником, олігархом Генріхом, і змінюється з ним місцями. Ось тільки Гена і не здогадується, що його життю тепер загрожує велика небезпека. В цей час Генріх проживає життя Гени з його родиною. Хто залишиться в живих? |                                                 |                                                |                           |
| 3 (318) | «Ромео и Джульетта»                             | "Ромео та Джульєтта"                           | 11 липня 2012             |
| У будинку Букіних поселяються нові сусіди Водкіни. Глава сім'ї сусідів колись зіпсував Гені футбольну кар'єру. Рома закохується в дочку Водкіна Юлю, вона відповідає йому взаємністю. Але ворожнеча сімей заважає їхньому щастю. |                                                 |                                                |                           |
| 4 (319) | «Служебный Роман. Часть »                       | "Службовий роман. Частина 1"                   | 12 липня 2012             |
| Даша вирішує кинути палити і доводить цим сім'ю і сусідів до сказу. Рома різними способами намагається відкосити від армії. Якийсь час йому це вдається, але приходить момент, коли він усвідомлює — пора пакувати валізи. |                                                 |                                                |                           |
| 5 (320) | «Служебный Роман. Часть 2»                      | "Службовий роман. Частина 2"                   | 16 липня 2012             |
| Олена з Толіком з'їжджають до Букіних зі своєї згорілої квартири і живуть у кімнаті Роми, який пішов в армію. Але страховий агент з'ясував, що Гена, який викинув сигарету Даші на балкон Поліно, не причетний до пожежі сусідів. В армії Ромі пропонують взяти участь в секретному військовому експерименті, і він погоджується. |                                                 |                                                |                           |
| 6 (321) | «Хочу тебя до смерти»                           | «Хочу тебе до смерті»                          | 17 липня 2012             |
| Рома влаштовується працювати секретарем до бізнесвумен. Ось тільки доля попередніх помічників цієї жінки невідома! Ромі загрожує небезпека. Олену вибрали на зйомку реклами замість Даші. Даша і Толік намагаються підірвати її кар'єру моделі. |                                                 |                                                |                           |
| 7 (322) | «Здравствуйте, я ваша Папа»                     | «Добрий день, я ваша Тато»                     | 18 липня 2012             |
| До Олени приїжджає батько, якого вона не бачила з дитинства. Вона намагається надолужити упущені роки. Рома збирається поїхати на конкурс до Москви, він навіть виграв на це гроші і сховав їх від інших членів сім'ї. Але Даша знаходить гроші Роми і витрачає їх на плазму замість зруйнованого Геною телеізора. |                                                 |                                                |                           |
| 8 (323) | «Пятница, 17»                                   | «П'ятниця, 17»                                 | 19 липня 2012             |
| Маніяк пов'язує Дашу і Гену і обіцяє вбити їх, якщо вони не згадають, як і коли його образили рік тому. У Олени та Толіка закінчилися костюми для рольових ігор, і Толік змушений шукати щось новеньке. Чи врятуються Букіни від неминучої розправи? |                                                 |                                                |                           |
| 9 (324) | «Созвездие Букина»                              | «Сузір'я Букіна»                               | 23 липня 2012             |
| Рома влаштовується в місцеву газету редактором астрологічних прогнозів. Гена вирішив за допомогою гороскопів контролювати Дашу. А сам Рома за рахунок прогнозів планує влаштувати собі секс-марафон з красивою подругою Світлани. Але все йде не так... |                                                 |                                                |                           |
| 10 (325) | «Металлоломка»                                  | «Металлоломка»                                 | 24 липня 2012             |
| Толік і Гена заробляють гроші на металобрухт. Але одного разу вони знайшли шматок заліза, який втягує їх у кримінальну історію. Світлана викидає з вікна свої речі прямо на голову хлопцеві. Той втрачає пам'ять, і заповзятлива Світлана вирішує його одружити з собою. |                                                 |                                                |                           |
| 11 (326) | «Призомания»                                    | «Призоманія»                                   | 25 липня 2012             |
| Гена і Олена застряють в ліфті, намагаючись доїхати до радіостанції і виграти поїздку в Мілан. У замкнутому просторі вони розкривають одне одному несподівані таємниці. В цей час Світлана виграє конкурс на найрозумнішу блондинку, навіть не відкриваючи рота. |                                                 |                                                |                           |
| 12 (327) | «Призомания»                                    | «Код Букіних»                                  | 26 липня 2012             |
| Букіни випадково знаходять в підвалі карту скарбів, залишену прадідом Гени. Починається полювання за скарбами, яке затягує всіх героїв. |                                                 |                                                |                           |
| 13 (328) | «Косметические меры»                            | «Косметичні заходи»                            | 30 липня 2012             |
| Після звільнення з роботи Олена вирішує змінити життя і відкрити магазин косметики. Компаньйонкою вона бере Дашу. Гені це не подобається, і він постійно ставить їм палиці в колеса. Рома влаштовується менеджером з продажу автомобілів, Світлана допомагає йому за частку від прибутку. |                                                 |                                                |                           |
| 14 (329) | «Советы от Светы»                               | «Поради від Світлани»                          | 31 липня 2012             |
| Світлана влаштовується працювати на радіо прибиральницею і завдяки щасливому випадку починає вести програму для жінок. Даша гіпнотизує Гену, і він стає влучним у всьому. Якраз перед змаганнями з більярду. Невже Гена стане переможцем? |                                                 |                                                |                           |
| 15 (330) | «По ком звонит звонок»                          | «По кому дзвонить дзвінок»                     | 1 серпня 2012             |
| Новою начальницею Гени стає його ненависна вчителька, яку він колись пообіцяв убити. Світлані дарують плюшевого ведмедика. Вона думає, що ведмедик живий, і починає з ним зустрічатися. |                                                 |                                                |                           |
| 16 (331) | «День хорька»                                   | «День тхора»                                   | 2 серпня 2012             |
| Гена привласнює собі виграшний лотерейний квиток і через свою підлість застрягає в одому дні. Тепер на календарі Гени чорніє одна і та ж дата — недільний розпродаж у взуттєвому. Що зробить Гена, щоб пережити цей день? |                                                 |                                                |                           |
| 17 (332) | «Каждой твари по харе»                          | «Кожній тварі по пиці»                         | 6 серпня 2012             |
| Ганьба Олени в притулку для тварин обертається шаленою популярністю після того, як ролик з її участю викладають в інтернет. Гена теж хоче заробити грошей на відео в інтернеті, намагаючись зняти відео з голою Дашею. |                                                 |                                                |                           |
| 18 (333) | «Судьбу на мыло!»                               | «Долю на мило!»                                | 7 серпня 2012             |
| Як би склалося життя Букіних, якби Гена не забив свій знаменитий хет-трик? Чи будуть Гена і Даша разом? Що станеться, якщо Рома і Світлана народилися в різних сім'ях і тепер збираються одружитися? |                                                 |                                                |                           |
| 19 (334) | «Экстрасекс»                                    | «Екстрасекс»                                   | 8 серпня 2012             |
| Дашу вдаряє струмом холодильник і вона починає бачити сексуальні фантазії навколишніх, тільки однієї найголовнішої фантазії вона чомусь розглянути не може. Рома думає, що Світлана — китайська шпигунка. |                                                 |                                                |                           |
| 20 (335) | «Бракованный брак»                              | «Бракований шлюб»                              | 9 серпня 2012             |
| Гена і Даша дізнаються, що їхній шлюб недійсний. Гена на сьомому небі від щастя. Даша намагається умовити Гену укласти офіційний шлюб. Гена в роздумах. Він хоче влаштуватися на роботу своєї мрії в пивоварну компанію, але ця робота тільки для одружених мужиків. Чи підпише Гена свідоцтво про шлюб? Чи залишаться Букіни разом? |                                                 |                                                |                           |
| 21 (336) | «Несчастливы врозь»                             | «Нещасливі окремо»                             | 13 серпня 2012            |
| Гена і Даша намагаються налагодити своє життя окремо. Гена розуміє, що йому нікуди йти, а Даша тим часом знайомиться з Владом, продавцем пилососів. Чи знайдуть Букіни своє щастя? |                                                 |                                                |                           |
| 22 (337) | «Хлам пополам»                                  | «Мотлох навпіл»                                | 14 серпня 2012            |
| Гена і Даша ділять всі свої речі, дітей і навіть сусідів. Під час поділу Букіни випадково знаходять цінну картину з Дрезденської галереї у себе в коморі, і тепер мріють її продати за три мільйони рублів. Рома і Світлана хочуть помирити батьків і звертаються за допомогою до екстрасенса. Чиїм планам судилося збутися? |                                                 |                                                |                           |
| 23 (338) | «Гроб на колесиках»                             | «Труна на коліщатках»                          | 15 серпня 2012            |
| У Даші і Гени річниця. Даша хоче повернути Гену, а Гена вважає, що Даша хоче його вбити. Кинутий Світлананою водій автобуса в знак вірного кохання дарує Світлані... автобус. |                                                 |                                                |                           |
| 24 (339) | «Даша + Данила»                                 | «Даша + Данило»                                | 16 серпня 2012            |
| Щоб викликати ревнощі у Гени, Даша каже, що Данило — її наречений. Однак Данило сприйняв це все поя-справжньому. Він робить все, щоб одружитися з Дашею. Що ж робитиме Гена? |                                                 |                                                |                           |
| 25 (340) | «Стюардесса по имени Света»                     | «Стюардеса на ім'я Світлана»                   | 20 серпня 2012            |
| Світлана влаштувалася на курси стюардес. Однак Рома думає, що це порностудія. Щоб довести, що це не так, Світлана бере Рому з собою на іспит. На іспиті з'ясовується, що в кабіні літака пожежа, і літак скоро впаде. Тим часом у взуттєвому магазині Гени відбувається кругообіг подій... |                                                 |                                                |                           |
| 26 (341) | «Отстань, я всё прощу»                          | «Відчепись, я все пробачу»                     | 21 серпня 2012            |
| Після розлучення з Геною Даша збирається відчути себе впевненою, щасливою, життєрадісною жінкою. Вона записується на курси в Центр постсімейної терапії, де їй підказують домогтися пробачення колишнього. Даші все ж це вдається. Рома зустрічає Тамару, яка знаходиться на дев'ятому місяці вагітності. Рома думає, що він батько дитини. |                                                 |                                                |                           |
| 27 (342) | «Рома Букин и кубок Петра»                      | «Рома Букін і кубок Петра»                     | 22 серпня 2012            |
| До Даші збирається приїхати батько, який не знає, що Гена і Даша більше не разом. Щоб повернути Гену, Даша розповідає йому, що Євкакій Овсійович виграв в лотерею п'ять мільйонів рублів і хоче залишити їх їй у спадок. А Рома і Світлана побачили в новинах сюжет про Кубок Петра Першого, який якраз знаходиться в музеї, і вирішують підмінити його на підроблений, який Даша купила на барахолці. |                                                 |                                                |                           |
| 28 (343) | «Не твое собачье тело!»                         | «Не твоє собаче тіло!»                         | 23 серпня 2012            |
| Світлана і Рома випадково міняються тілами. Світлані потрібно на день народження до подруги, а у Ромки ввечері зустріч з другом. Тепер вони зрозуміють, як це — бути сексапільною інтелектуальною блондинкою і маленьким тупим невдахою. |                                                 |                                                |                           |
| 29 (344) | «Главная песня о старом»                        | «Головна пісня про старе»                      | 27 серпня 2012            |
| Гена і Даша хочуть виграти в конкурсі сімейних дуетів караоке, але для цього їм потрібно обійти сім'ю Поліно. Після успішного виступу їм приходить пропозиція, від якої не можна не відмовитися. Але Олена і Толік «вставляють їм палиці в колеса». Саме після їх «подвигів» Гена і потрапляє в лікарню. Світлана тим часом стає ринг-гьорл і хоче вийти на ринг. Але спершу їй потрібно домовитися з одним боксером...                                                                                      |                                                 |                                                |                           |
| 30 (345) | «Возвращение потного сына»                      | «Повернення пітного сина»                      | 28 серпня 2012            |
| Мати Лаури Ларіонівни знаходиться в передсмертному стані і мріє наостанок побачити лише свого зниклого сина, молодшого брата Лаури. Тому Лаура Ларіонівна просить Букіна побути її «братом». Гена хоче виграти на цьому трохи грошей, проте йому належить вивчити всю історію її родини та «висловлюватися інтелегентно». Рома випиває таблетку і тепер може чути Барона. Може, за допомогою нього Ромі вдасться виграти мільйон?                                                                            |                                                 |                                                |                           |
| 31 (346) | «Место встречи повторить нельзя»                | «Місце зустрічі повторити не можна»            | 29 серпня 2012            |
| Даша зустрічається з Іваном, але той постійно вирішує проблеми своєї колишньої дружини. Вони вирішують познайомити її з Геною. Але в підсумку Гена з Дашею повторюють своє перше побачення, а Іван повертається до дружини. Рома заробляє гроші на вебкамері в кімнаті Світлани. Але тут з'являється Толік... |                                                 |                                                |                           |
| 32 (347) | «Анатолия страсти»                              | «Анатолія пристрасті»                          | 30 серпня 2012            |
| Олена впевнена, що Толік почав їй зраджувати з Дашею, Даша, в свою чергу, думає, що Гена зраджує їй з Оленою. Чи вдасться розплутати цей клубок помсти і інтриг? Рома і Данило тим часом зловили сигнал льотчика, який зазнав аварії. Тепер їм доведеться рятувати бідолаху... |                                                 |                                                |                           |
| 33 (348) | «Света — два букета»                            | «Світлана — два букети»                        | 30 серпня 2012 (Україна)  |
| Світлана побувала на весіллі у своєї подруги і вирішила, що теж хоче одружитися, але з ким? Спільними зусиллями Букіни підібрали Світланінареченого на ім'я Жора, але тут раптово з'явився Гера — колишній залицяльник Світлани, який свого часу загубився в Бермудському трикутнику. Кого ж обере Світлана? А Даша тим часом згадує, як свого часу одружилася з Геною. |                                                 |                                                |                           |
| 34 (349) | «Воины Светы»                                   | «Воїни Світлани»                               | 3 вересня 2012 (Україна)  |
| У торговому центрі вручать сертифікат з 50% знижкою на покупку побутової техніки найстаршому працівнику. Гена хоче отримати цей сертифікат і провернути аферу, але на шляху у нього перешкода: Михалич і Зіна! Тим часом Рома розігрує Світлану, як приз, в лотерею. |                                                 |                                                |                           |
| 35 (350) | «Любовь в законе»                               | «Любов у законі»                               | 6 вересня 2012 (Україна)  |
| Даші дуже сумно самій, і Олена вирішує допомогти подрузі. Вона просить Толіка знайти їй залицяльника серед своїх друзів. Таких у Поліно не знаходиться, і він просить допомоги у випадкового кримінальника... |                                                 |                                                |                           |
| 36 (351) | «Букин против Букина»                           | «Букін проти Букіна»                           | 7 вересня 2012 (Україна)  |
| У Єкатеринбург приїжджає Ірина Басова — тепер відома співачка, а колись закохана в Гену дівчина, яку він кинув і вона переїхала в Москву. Тепер у Гени є шанс знову налагодити стосунки з Іриною, але дехто стає на шляху між Іриною і Геною… А Даша і Олена вирішують, хто з них краща. Олена доглядає Світлану. |                                                 |                                                |                           |
| 37 (352) | «Геносексуалист»                                | «Геносексуаліст»                               | 7 вересня 2012 (Україна)  |
| Після перегляду чергового телешоу Даша вирішує, що Гена — гей. Гена намагається заперечувати це, але як на зло всі факти свідчать про протилежне. В результаті Данило теж став вважати себе геєм. Яка ж орієнтація у продавців взуття? А Світлана з Ромою тим часом намагаються розвести шиншил. |                                                 |                                                |                           |
| 38 (353) | «Даша-руки ножницы»                             | «Даша-руки ножиці»                             | 10 вересня 2012 (Україна) |
| До Даші в магазин приходить дівчина, яка бажає змінити імідж. Даша робить їй зачіску та макіяж на свій смак і в підсумку виходить клон Даші. Потім нова знайома Даші йде магазинами і зустрічає Гену, який відразу в неї закохується і запрошує в кафе. Дівчина так зраділа, що вирішила запросити в кафе разом з собою і Дашу, щоб показати їй свого нового хлопця — і там Даша дізнається, що це Гена. Що ж робитиме Даша і кого обере Гена?                                                               |                                                 |                                                |                           |
| 39 (354) | «Талантливый мистер Букин»                      | «Талановитий містер Букін»                     | 11 вересня 2012 (Україна) |
| У торговому центрі проходить конкурс дитячого малюнка. Головний приз — настільний футбол — мрія Гени. У дитинстві Лаура Ларіонівна не дала Гені виграти такий конкурс, але сьогодні він не упустить шансу виграти його. Природно, не без допомоги обману... |                                                 |                                                |                           |
| 40 (355) | «Полный близнец»                                | «Повний близнюк»                               | 12 вересня 2012 (Україна) |
| Данило приводить до хати дівчину Олю, яка є колишньою однокласницею Гени. Вона налаштовує Данила проти Гени і він робить все, що вона йому каже. Як діятиме в цій ситуації Гена, адже йому ніде жити... А до Світлани тим часом клеїтися новий хлопець, який обіцяє їй купити машину, але побачивши Рому в одному рушнику, він вважає, що це Світланин хлопець, а не брат... |                                                 |                                                |                           |
| 41 (356) | «Брат и сестра — одна сатана»                   | «Брат і сестра — одна сатана»                  | 12 вересня 2012 (Україна) |
| Гена приносить до будинку кабанячу голову з оленячими рогами, яку ненавиділа Даша, а Данило думає, що вона стежить за ним... Він намагається її позбутися, але вона продовжує його переслідувати... Рома влаштовується на роботу, начальниця відразу ж на нього запала і запропонувала зустріч "без краваток". Рома бреше їй, що одружений, і тепер йому потрібно будь-що знайти дружину на один день... Але на це погоджується тільки одна людина — рідна сестра.                                           |                                                 |                                                |                           |
| 42 (357) | «Эффект папочки»                                | «Ефект татка»                                  | 13 вересня 2012 (Україна) |
| До Данила приїжджає його колишня дружина Поліна та просить доглянути за їх сином Павликом. Данило не хоче брати на себе таку відповідальність, але Поліна вже все вирішила за нього. В результаті Данило намагається купити синові іграшку "Людина-сколопендра", а Павлика залишає під наглядом Гени у взуттєвому магазині. Але Гені хлопчик швидко набридає, і в ролі вихователів залишаються Рома, а потім Світлана, які використовують хлопчика в своїх цілях.                                            |                                                 |                                                |                           |
| 43 (358) | «Укуси меня нежно»                              | «Вкуси мене ніжно»                             | 14 вересня 2012 (Україна) |
| Гену призначають суддею в журі конкурсу краси, але він потрапляє в поліцію. Єдиний шанс Гени не потрапити за ґрати і залишитися в журі — проголосувати за дочку полковника поліції. Але на конкурсі Гена бачить, що Світлана теж бере участь. За кого ж він віддасть свій голос? А Рома тим часом прикидається вампіром, щоб замутити з черговою дівчиною... |                                                 |                                                |                           |
| 44 (359) | «Жильё и жульё»                                 | «Житло і шахраї»                               | 14 вересня 2012 (Україна) |
| Даша знайомиться з презентабельним чоловіком в магазині, який проводить її до квартири. Тільки квартира ця не Дашина — вона повинна знайти на неї покупців, як рієлторка. Але у Даші зовсім інші плани — завдяки квартирі вона хоче уярмити нового кавалера, а потім одружити з собою. Чим же закінчиться афера? Рома знайомиться з красивою дівчиною, але для того, щоб провести шикарну ніч, йому потрібно буде ганьбитися весь вечір.                                                                     |                                                 |                                                |                           |
| 45 (360) | «Закон и беспорядок»                            | «Закон і безлад»                               | 17 вересня 2012 (Україна) |
| Гену викликають до суду присяжних у справі про вбивство чоловіком дружини. Всі факти свідчать про вину чоловіка. Суддя, присяжні і навіть захист виступають за засудження чоловіка і тільки Гена виступає проти всіх... Чи зможе Гена довести невинність чоловіка і зняти з нього звинувачення? |                                                 |                                                |                           |
| 46 (361) | «Временно беременный»                           | «Тимчасово вагітний»                           | 18 вересня 2012 (Україна) |
| Данило приводить до хати дівчину Таню, яка виконуватиме роль його дружини. Робить він це не просто так: адже скоро приїжджає його мама, а вона згодна платити за квартиру лише в тому випадку, якщо Данило одружився. Але в останній момент Таня відмовляється від ролі дружини і на допомогу приходить найвірніший друг Данила Гена. Рома шукає дівчат для олігархів, і найбільш підходящою кандидатурою виявляється Світлана...                                                                            |                                                 |                                                |                           |
| 47 (362) | «Безбрачные узы»                                | «Безшлюбні узи»                                | 18 вересня 2012 (Україна) |
| Даша знайомиться в кафе з чоловіком, якого звуть Стас, за цікавих обставин — коли її виводила охорона. Тепер Даша зустрічається зі Стасом, але коли дізнається, що Гена забрав до себе Барона в честь його Дня народження — мчить до Ген и забрати Барона і заодно розповісти про Стаса. Петров сковує Гену і Дашу наручниками, а ключі згодовує Барону... Чим же ці узи закінчаться? Рома в черговий раз знайомиться з дівчиною, яка згодна втілити всі його мрії в реальність. Але у нього є конкуренти... |                                                 |                                                |                           |
| 48 (363) | «Кто подставил Гену Букина?»                    | «Хто підставив Гену Букіна?»                   | 19 вересня 2012 (Україна) |
| Гена з Данилом стоять у черзі на маршрутку — сьогодні починається чемпіонат Європи з футболу і вони поспішають додому. Але тут в черзі вмирає чоловік і всі вказують на Гену як убивцю. Хто ж підставив Гену Букіна і чи вдасться йому подивитися футбол? Рома прикидається наркоманом, щоб замутити з волонтеркою проти наркоманії... |                                                 |                                                |                           |
| 49 (364) | «Любовь в свои ворота»                          | «Любов у свої ворота»                          | 19 вересня 2012 (Україна) |
| Гена з Данилом приходять на презентацію нового тренера клубу Уралець Єгора Шахова, з яким Гена свого часу грав в уральців. Але на презентацію приходить вся рідня Гени як запрошені гості разом з Єгором, а самого Гену він не впізнає... А на презентації Єгор просить руки і серця у Даші. Як в цій ситуації діє Гена? І що задумала Даша? |                                                 |                                                |                           |
| 50 (365) | «Все дороги ведут на крышу, или С Новым Годом!» | «Всі дороги ведуть на дах, або З Новим Роком!» | 1 січня 2013 (Україна)    |
| Для Даші це буде перший Новий Рік без Гени. Їй від цього дуже сумно і вона вирішує запросити його святкувати разом. Але Гена бреше, що у нього купа пропозицій, куди піти в новорічну ніч... |                                                 |                                                |                           |